# 佐藤ののか
佐藤 ののか（さとう ののか、1996年3月12日 - ）は、日本のAV女優。以前は、加藤 ももか（かとう ももか）として活動していた。

## 略歴
2016年4月、新卒でSODに入社。宣伝部に配属。
2017年2月21日、SODクリエイト公式ブログでAVに出演することを発表し、翌3月2日に「加藤ももか」名義でデビュー。
2018年3月9日に開催された「SODアワード2018」にてSODからの退社を発表。5月18日より「SODstar」レーベルの専属女優となる。
2018年11月17日、Twitterの公式アカウントで12月発売の作品をもって専属を離れ、企画単体女優となることを発表。
2019年9月7日、SOD本社イベント会場でトークイベントを開催し、古巣に凱旋した。
2020年11月27日、クラブチッタ川崎で行われた「LADY MADONNA -拡大版- I saw her standing there ～その時ハートは盗まれた～」で歌手としてライブを行った。
2021年1月19日、方向性の違いを理由にティーパワーズを退所。決定していた映画出演などは辞退することとなった。
2021年2月5日、新たに開設したTwitterアカウントで「佐藤ののか」への改名とバンビプロモーションに所属したことを報告。2021年3月、出演した『病んでる女を寝取るのはチョロすぎた。地雷系NTR』が週刊プレイボーイ選定「2021年エロデミー賞」メイクアップ & ヘアスタイリング賞を受賞。
2021年7月2日に配信された『救星戦隊ワクセイバー』ではピンクアース/仁科おとはを演じ話題になった。なお、変身キャストの男性4人より年上である。
2022年10月22日に行われた同人頒布会『ゆるケット』では「こすっち」のモデルとして、また2024年4月28日に行われた『フェチフェス25』では「桃源郷やさん」のモデルとしてイベントに参加。
FANZA動画フロア2024年6月度月間AV女優ランキング6位ランクイン。
2025年3月2日、バンビプロモーションを退所し、フリーとなることを発表。同年4月1日、アルシェに所属することと、「あきばもも」への改名を発表。

## 人物
東京都出身。趣味は料理・読書、特技はバレエ。『救星戦隊ワクセイバー』で共演した、同じくバレエ経験がある日比野信役の勢司瑞季は自分よりアクションができていたと語っている（ワクセイバーヒーロー対談!!より）。
初体験は専門学生の時で、相手は付き合っていた社会人の彼氏。経験人数は初体験の彼1人だけだという。
美容系専門学校在学中に周りと比べて自分の出来が良くないことに落ち込んでいた時、深夜のバラエティ番組に出演していたAV女優を見て励まされたのをきっかけに「自分がAV女優になるなんてちょっと烏滸がましいけど、近くで支えることならやりたい」と思いソフト・オン・デマンド（SOD）へ入社。宣伝部に所属する。その後、ユーザーからのAV出演要望の声を受け、出演を自ら志願。会社員とAV女優との両立に悩むことになるが、SODアワード2018のユーザー大賞で2位だったことが素直に悔しいと思い、AV女優に専念してやっていくことを決意。SODを退社した。
宣伝部に在籍していた経歴から『週刊プレイボーイ』では「ファン対応のいい女優」として取り上げられた。
好きな男性のタイプは「母性本能がくすぐられる」ような男性。

## 作品

### アダルトDVD

#### 加藤ももか 名義
- SOD女子社員 最年少宣伝部 入社1年目 加藤ももか (20) AV出演(デビュー)!!（3月2日、SODクリエイト）
- SOD女子社員 最年少宣伝部 入社2年目 加藤ももか(21) 壁の向こうには仕事中の同僚たちが! 社内でこっそりAV撮影 人生初!3P&会議中SEX（4月6日、SODクリエイト）
- SOD女子社員 最年少宣伝部 入社2年目 加藤ももか(21) 後輩社員・加藤とドキドキ社内恋愛 オール顔射SEX 「あなたの事が大好きだから…」（5月3日、SODクリエイト）
- SOD女子社員 最年少宣伝部 入社2年目 加藤ももか(21) 即ハメから始まる 1日中イキっぱなし業務4SEX 「本日は9時間勤務のうち、8時間半挿れられちゃってました‥‥」（6月1日、SODクリエイト）
- SOD女子社員 最年少宣伝部 2年目 加藤ももか(21)が「皆様の見たい」にお応えします! ユーザー様リクエスト初めてづくし7シチュエーション4本番 ソープSEX×3本連続挿入SEX×拘束SEX×イッてても止まらない激ピストンSEX（7月6日、SODクリエイト）
- SOD女子社員 最年少宣伝部 2年目 加藤ももか(21)に下された販売促進命令! 初めての夏コスびちょ濡れSEX 汗・ヨダレ・潮・愛液・精子（8月1日、SODクリエイト）
- 目一杯の愛情で包み込む筆おろし 人生初SEXのうぶカワち○ぽいただきました! 「私を初体験の相手に選んでくれてありがとう♡」 最年少宣伝部 2年目 加藤ももか(21)（9月7日、SODクリエイト）
- マジックミラー号でも初H 没頭よだれ!×ベロキス集中!×快楽貪りM淫語! 名も無き体位でよがりまくり 自ら腰を振る本気SEXに痙攣! SOD女子社員 最年少宣伝部 2年目 加藤ももか(21) 覚醒?!（10月5日、SODクリエイト）
- ぷりんとしたもも尻食べ尽くしフルコース! 思わず顔をうずめたくなる加藤ももかの健康的なお尻を堪能してください 最年少宣伝部 入社2年目 加藤ももか(21) 尻強調ディルドオナニー×尻コキぶっかけ×尻フェチアングルSEX（11月2日、SODクリエイト）
- 軟体を駆使して身体中でイキ狂うマッサージ 最年少宣伝部 入社2年目 加藤ももか(21)（12月7日、SODクリエイト）
- (裏)手コキクリニック 〜完全版〜 性交クリニックファン感謝祭2017 超豪華版 総集編付き2枚組 8時間スペシャル（12月21日、SODクリエイト）

- いいなり温泉旅行 最年少宣伝部 入社2年目 加藤ももか(21)（1月11日、SODクリエイト）
- 初めての真正中出し 「中出しって妊娠しちゃうんだよ…?」 SOD女子社員 最年少宣伝部 入社2年目 加藤ももか(21) デビュー1周年記念特別作品（2月8日、SODクリエイト）
- ハメ撮り4本番240分 -SP- SOD女子社員 最年少宣伝部 入社2年目 加藤ももか(21)（3月8日、SODクリエイト）
- 2枚組8時間 2017年間業務報告&赤面祭り2018春 羞恥合体スペシャァァァル（3月8日、SODクリエイト）
- SOD女子社員 最年少宣伝部 入社2年目 加藤ももか(22) 退社 最後の羞恥業務は2年間一緒に働いた同僚に見守られながらオフィスHリクエストにお応え!（4月26日、SODクリエイト）
- 改めまして、SODstar 加藤ももか AVデビュー（6月21日、SODクリエイト）
- 拘束×巨根×失禁 失神するほど…イカサレテ（7月26日、SODクリエイト）
- 最高にエッチで可愛い加藤ももかがアナタの妹になってラブラブ近親相姦生活（8月23日、SODクリエイト）
- 妊娠淫語 子宮で感じる孕ませ中出しSEX（9月20日、SODクリエイト）
- 予約が取れないと噂のあの!新橋の名店が完全監修 もの凄い射精に導く睾丸同時責め回春エステ（10月25日、SODクリエイト）
- 結婚間近のSOD女子社員を【奴隷化・屈服・完全制圧】レ●プ 〜狙われたイヤホン自転車女子〜（11月22日、SODクリエイト）
- 加藤ももか 真正中出し12発!中出しファン感謝祭 皆様へ感謝の気持ちを込めた自己プロデュース作品（12月20日、SODクリエイト）

- 小悪魔挑発美少女（2月1日、MARRION）
- 絶対領域 挑発美少女ハーレム学園 すべすべな太ももに挟まれ身動きできず何度も射精させられる あべみかこ 星奈あい 跡美しゅり 加藤ももか（2月13日、MOODYZ）
- ツインテールミニスカニーハイ美少女中出し性交 加藤ももか 倉木しおり 八尋麻衣 結まきな（2月22日、TMA）
- 珍棒館 壁ち●ぽの館に迷い込んだ卒業旅行中の女子大生6人組 加藤ももか 藤浪さとり 天月叶菜 桃尻かのん 海空花 皆瀬杏樹（3月1日、MOODYZ）
- セクシー極上尻が縦揺れしまくるトゥワークダンス騎乗位で友達の姉に精液が尽きる程しこたまイカされまくった（3月1日、DOC）
- 新卒アイドル女子社員（3月8日、S級素人）※「M」名義
- 新卒1年生OLガチナンパ! 同じく新社会人の童貞君とお昼休みにこっそりHしてみませんか? 時間を忘れるまでイカセまくって、中出し精子を膣に入れたまま職場に帰らせ妊娠確実編（3月8日、赤面女子）
- ハグっとピュアパラ! 街でGETした清純女子を脱がせてねっとりセックス!（3月10日、ホットエンターテイメント）
- ガチナンパ! 池袋産直! ウブ女子大生に絶倫童貞くんが筆下しのお願い! 激鬼ピストンで感度急上昇の敏感マ○コはイキっぱ理性崩壊!（3月15日、ナンパーズ）
- 両親の居ない日、僕は妹と精子が枯れるまで1日中ヤリまくった。（3月22日、TMA）
- 街角シロウトナンパ! vol.46 女子大生をガチ口説き。 4（4月12日、プレステージ）※「ももか」
- JOI 〜Jerk Off Instruction〜 痴女お姉さんのエロすぎる淫らなオナニー指導（4月12日、BAZOOKA）
- 女装がバレて親友の性処理道具にされた男の娘のボク。枢木あおい 麻里梨夏 加藤ももか（4月25日、痴女ヘブン）
- 初心で可愛い女子校生がオジサンの18センチデカチンを初体験! 「うっヤバい!大きいっ!」と感じちゃっているうちに不意打ちのゴム外しで生ハメへ! 寸止めからの乙女マ○コをイカセまくりの93イキでデカチンの虜になっちゃった女子校生たち（4月27日、FIRST STAR）
- あの日からずっと…。 緊縛調教中出しされる制服美少女（5月13日、無垢）
- あまりのデカマラに目を奪われて… 巨根で貫かれる中出し黒人温泉 〜彼氏の隣で痙攣堕ちする美白美女・ももか〜（5月13日、Fitch）
- 囚われたエリート捜査官（5月17日、million）
- 寝取りナース 彼女の前でこっそり入院中の彼氏を寝取るえっちな小悪魔ナースさん（5月19日、ROOKIE）
- 【擬人化AV】僕のスマホが敏感な女の子になってしまったのだが（5月23日、SODクリエイト）
- 愛娘を犯し続ける鬼畜父の近親相姦映像（5月24日、TMA）
- 恋がしたくなるエッチ（6月1日、S-Cute）
- 彼女の友達J○2人に拘束されて前から後ろから連続で抜かれまくった（6月6日、ナチュラルハイ）
- 一般男女モニタリングAV 初対面の女子大生と男子大学生がひとつ屋根の下で1時間に1回射精しなければいけない生活に挑戦! 初めましてで手コキ・オナホコキ・フェラ・セックス! 急速に仲が深まった男女のエスカレートする性欲は中出し1発限りでは収まらない! 4組合計発射数17発!（6月7日、DEEP'S）※「ゆりな」名義
- 「お兄ちゃん、もしかして私のこと避けてるでしょう?」 「バカその逆だよ!どストライクなんだよ(※心の声)」 2（6月7日、Hunter）
- アイドルソープ学園（6月15日、ピーターズMAX）
- クラスメイトの女子と一泊二日同棲!? 2 学校帰り、家出してきたクラスメイトに遭遇。『一晩だけ泊めて…』とお願いされて仕方なく親には内緒で泊める事に…。でも、親に見つかりそうになって慌てて布団の中に隠れた彼女と超密着して堪らずフル勃起!最悪の状況!?が一変!勃起チ●コを掴んで『泊めてくれた御礼だよ♡』と…（6月19日、ゴールデンタイム）
- 可愛い顔してデカ尻!!（6月20日、MARRION）
- 初心で可愛い素人女子校生の「ラップ越しなら…」っていうお言葉に甘えてラップ素股へ! カチカチの生チ○ポでマ○コを激しく擦っていざ乙女のトロ生マ○コ! 突き破ってSEX挿入へ! 「嘘!?ダメだって!」 チ○ポで掻き回されて感じちゃってプチパニックの女子校生 2（6月27日、FIRST STAR）
- 隣人イラマチオ（6月28日、ワープエンタテインメント）
- 変態ドM清楚系ビッチ（7月4日、グローリークエスト）
- 一般黒人男性×素人女子大生 ち○ぽが大きすぎて困っている日本在住の黒人男性が素人女子大生にお悩み相談! 彼氏の短小ち○ぽよりもはるかに大きい黒デカち○ぽの登場にハニかみながらも色白うぶマ○コは疼きだす! 9 子宮の奥まで届く未体験のガン突きセックスに激イキ合計64回!! 人生初の黒人ザーメン中出しスペシャル!（7月7日、DEEP'S）
- 文系女子レズビアン 文学少女を食べちゃいたい文系女流作家。加藤ももか 黒川すみれ（7月7日、ビビアン）
- バトル・オブ・レズビアンズ 2 美谷朱里 山井すず 倉木しおり 加藤ももか（7月11日、ROCKET）
- 羞恥! 新任女教師が学習教材にされる男子校の性教育 生徒の目の前で無遠慮な指が膣に挿入される!プライドは崩壊するが、子宮の奥から愛液があふるれ出る（7月11日、サディスティックヴィレッジ）
- 結婚直前の蜜月、毎晩旦那さんに愛されて最高感度になっている新妻 ブライダルエステで油断したところに媚薬チ○ポを即ハメ! すぐに抵抗が弱まり、感じ始めたところでマシンバイブ挿入、潮を吹きまくって、中出しをすんなり受け入れる! 5（7月11日、サディスティックヴィレッジ）
- リアル素人ガチナンパ! 貴方よりHな友達紹介してください! in千葉（7月12日、赤面女子）
- 誘惑大好き 桃尻むすめ（7月15日、ピーターズMAX）
- 終電を逃し泊めてと訪ねてきた従兄妹は幼い頃の姿からは全く想像できないレベルのヤリマンビッチになっていた…。眼鏡女子ももか（7月19日、クリスタル映像）
- ULTRA SWEET 赤貝 捕らわれの美少女戦士 狂気の絶頂無限地獄 幼肉限界昇天狂鳴セレナーデ（7月25日、AVS Collector's）
- 『私を見て…』 母の男は私のトップヲタ…エスカレートする性的要求を止めるべく証拠映像を撮影するハズが、見られる快感に目覚め狂っていく喫茶キャストの女学生（7月27日、FIRST STAR）
- 「そう簡単には出会えないよ」というあのJ○P活娘たちに出会えた!! 不健全交際J○VSオジサン #パパ活都内 その1（7月27日、MERCURY）
- 幼なじみの近所のお姉ちゃん達のデカく成長した尻がミニスカからハミ出して僕を誘う。 昔みたいにスカートめくりしたら逆に興奮してきたお姉ちゃん 勃起チ○ポを自分からズボッてハメちゃった 紺野ひかる 加藤ももか 皆野あい（8月8日、SWITCH）
- 可愛くて優等生の女子校生たちから中出しSEXをせがまれて困っている僕。 5（8月9日、BAZOOKA）
- 連続クンニに発情!? あれほど拒んでいた弟嫁が粘着クンニに貞操崩壊（8月13日、アクアモール）
- 可愛い妻が目の前で快楽狂乱本気で感じる姿!複数の猛り狂うビンビンのチ○ポに姦され妊娠覚悟の乱交中出しSEX!（8月19日、美人魔女）
- 「私、小さい頃から脳イキが出来るんです。」（8月19日、チキチキカマー/妄想族）
- 【盗撮】 制服娘とナマパコしたので隠し撮り動画を販売します。（8月19日、チキチキカマー/妄想族）
- 連姦痴漢 2 犯されるたびに激痛が快感に変わり泣きイキする女（8月22日、ナチュラルハイ）
- 全国統一小悪魔検定No.1 騎乗位で誘惑してくる制服女子。（8月25日、ダスッ!）
- 卒業してからも続く中年オヤジとの肉体姦係（9月1日、プラネットプラス）
- 「まだ勃ってるじゃん」と言って2回目を求める奥さん（9月12日、AKNR）
- 勃起したままの男を一切動かさないS字尻振り騎乗位介助で骨抜きにする美尻ナース（9月12日、DANDY）
- ガンギマリ 媚薬エステサロン 2 アヘ顔潮吹きアクメVIPコース（9月12日、ROCKET）
- 卒業から3年。夏休み、母校に忍びこんでセックスする大人たち（9月13日、ヒメゴト）
- 出張先相部屋レ×プ 一晩中犯され続けた人妻女上司（9月27日、人妻花園劇場）
- 痴女たちの狂宴 BITCHMONSTERHOUSE みひな 高杉麻里 星奈あい 加藤ももか（10月11日、million）
- 彼女と間違えて妹の方と即ハメ生ピストン! 気づいたのは膣中出しの最中だった!! 3（10月11日、Z-MEN）
- ヤリマン検証ドキュメント プライベートを徹底隠し撮り!セックス大好きAV女優ならどんなムチャな誘われ方でもドッキリと気づかず仕掛け人チ○ポでハメられてしまうのか!? 人気セクシー女優:加藤ももかの場合。（10月19日、DEEP'S）
- アナタの前でレズらせて! 加藤ももか 風間ゆみ（10月19日、レズれ!）
- うちの息子は性欲モンスター 元ヤリマンのママ友に何度射精しても収まらない勃起。加藤ももか 大浦真奈美 葵百合香（10月25日、ダスッ!）
- 美大生の美尻純情娘（11月1日、プラネットプラス）
- 肉食系巨乳女子サークルpresents 中出し大好き vlog（11月8日、S級素人）
- 会員制秘密ポワゾン愛人倶楽部（11月8日、BAZOOKA）
- 素人コスプレイヤーを媚薬バイブでアクメ強姦! 7（11月8日、Z-MEN）
- 治験バイトに行ったら…まさかの勃起薬! ハーレム状態で何度も勃たされ、ひたすらヌカれ続けた。深田えいみ 蓮実クレア 大槻ひびき 桐嶋りの 加藤ももか 辻井ほのか（11月13日、MOODYZ）
- 監禁クローゼット（11月21日、グローリークエスト）
- 抜け出せない中出し不倫 嫁より年下で可愛い人妻の愛人 ももこ（11月21日、コスモス映像）※「ももこ」名義
- 加藤ももかSPECIAL BEST 4時間（11月22日、TMA）※単体ベスト
- ガールmeetsイラマチオ（11月25日、えむっ娘ラボ）
- 青春時代宣言!! 頭も顔も超高偏差値!!! スケベにまみれる乳首がピンクの優等生!!! ももかちゃん（12月1日、AV）
- 湯けむり天獄 〜縄情の宿〜 11 天縄桃香編（12月1日、ヴァンアソシエイツ）
- 「キスしてくれたら許してあげる!」 超絶キス魔な従妹に興奮が抑えきれず…!? 10年振りに会った従妹は驚くほど可愛くなっていたんだけど「私と結婚する約束憶えてる?」と昔した約束を大人になった今でも本気にしていて、はぐらかすと本気で怒ってしまい気まずい空気に!すると「キスしてくれたら許してあげる!」とまさかのお願い!少しぐらいなら…と唇が触れた瞬間!従妹から思いっきり舌をねじ込んでくるベロチュー!!超絶キス魔だった従妹の舌使いに勃起を我慢できずにいると、チ○ポにも舌を絡ませてきてあまりの気持ち良さで我慢できず発射!ヤバイと思ったけどねっとりフェラ&キスで再勃起させられ中出し!これで終わったかと思いきや、またねっとりフェラ&キスで再勃起させられ全精力を奪われるまで中出ししてしまいました!!（12月19日、Hunter）
- 年忘れだよ!年末スペシャル 勉強仕事に疲れてウトウトしているととっても身近で信頼していたアノ女(ひと)が突然Hな悪戯! 嫌がるどころかストップされたくないほど気持ち良くなったワタシはそのまま寝たフリ我慢していると笑顔の真性レズは股間にまで手を突っ込んでくるんです…声が出ちゃいそうになっているのを知ってか知らずかいっぱい濡れちゃったワタシの大事なアソコの中に鼻息荒くしながら激しく指入れ!!男の人より断然気持ちいい手マンに犯されたワタシは痙攣するまでイッちゃいました…。 3 完全初出し 240分（12月19日、レズれ!）
- 時間停止させられた姉妹はコンマ0秒で濃縮絶頂しながら中出しされていた。加藤ももか 辻井ほのか（12月25日、ダスッ!）
- 妻がいる至近距離で平然とマッサージしながらこっそりチ○ポを挿入し腰振り騎乗位で中出しまでさせるエステティシャン（12月26日、ナチュラルハイ）
- 究極の妄想お仕事シリーズ ディープキス歯科クリニック 2 加藤ももか 倉木しおり（12月26日、ROCKET）

- 純情OL 奈落の性奴隷 3 橋野愛琉 加藤ももか（1月7日、アタッカーズ）
- お風呂場で二人だけの秘密! 『お兄ちゃん二人だけの秘密にして欲しいんだけど…(乳首)触ってみて…私…何か変なの…』 毎日毎日おっぱいを洗ってあげていたらいつの間にか開発されてしまった妹の乳首は触るだけで感じまくりで何度も何度もイキまくり!!ボクには可愛くて優しい妹がいる!女子○生になったばかりの妹とは今でもボクと一緒にお風呂に入るくらいとても仲が良いんです!!体もよく洗ってあげています!!いつもいつも丁寧に胸を洗っていたら乳首に触れる度に『あっ』と何やらスケベな声を出すようになったんです!!そして…『お兄ちゃん、ここ(乳首)触ってみて…私…何か変なの…』というから触ってあげたら体が反りかえるほど超感じまくり!!あの可愛らしい妹がドスケベな女に!!当然、その時既にボクのチ○ポは勃起しまくり!!妹はそれに気づき更に大興奮で小さいお口でボクの大きな勃起チ○ポに貪りついてきた!!そして、一線を越えてしまいました!!それどころか何度も何度も妹の中に出してしまいました!!（1月7日、Hunter）
- 『もっと激しく喉の奥に突いて欲しい…』 超真面目だと思っていた義妹の本性は実は超エロくてイラマされても更に激しさを要求するド淫乱女だった!!突然できた義妹は超真面目で控え目で大人しい性格!いつも本ばかり読んでいる印象。当然女としてではなく妹として接し兄として少しは慕ってくれるようになったのですが…。ある日、義妹が同級生の男を連れ込み自分の部屋でフェラをしているところを見てしまった!あの超真面目で控え目な義妹がそんな大胆な事を!?その日以来、義妹のことが気になり、なにかを口に持っていくだけで、フェラを想像してしまい勃起!義妹のフェラのことばかり考えてしまい我慢できない!つい義妹がアイスを食べるのを見てフェラ顔を想像し、ふと気がつけばアイスの代わりにボクのチ○ポを咥えさせ義妹にイラマをしてしまっていた!気持ち良すぎてそのまま発射!すぐに謝るが、義妹は怒るどころか「もっと激しくして」と求めてくるド淫乱女だった!（1月7日、Hunter）
- ギュウギュウ満淫マジックミラー号 熱気ムンムンの車内でパートナーを取っ替え引っ替え中出し大乱交!! 素人4組NTRスワップ大乱交 加藤ももか 桜庭ひかり 春風コウ 山口みき（1月9日、ROCKET）
- 彼女が研修旅行で家を空けている間 彼女の妹の誘惑に負けてヤリまくった24時間のエロい記録映像（1月16日、MAXING）
- Wテクニシャン女優 究極ビン勃ちセックス 加藤ももか 美谷朱里（1月17日、million）
- 桃尻少女がケツを振る中出し追撃バック姦（1月31日、ドリームチケット）
- 生贄の檻（2月7日、アタッカーズ）
- すぐそばに彼女がいるのに、耳元で淫語をささやき小悪魔誘惑してくる彼女の妹。（2月7日、DOC）
- ハプニングホテル 〜Sランク最高女体の美女入店で衝撃の大量ハメ潮!連続中出し!〜（2月13日、BALTAN）
- こっそり妻の授業を覗いてみたら、あの凶悪なDQN達が真面目に授業聞いてたから感心したんだけどこの話には続きがあって…（2月19日、ミセスの素顔）
- 夜這いされて悶え喘ぐ人妻（2月19日、アクアモール）
- 男は僕ひとり!? 欲求不満だらけの女性専用シェアハウス 《入居者募集中》加藤ももか 加藤あやの 中尾芽衣子 大槻ひびき 愛須心亜（2月25日、ダスッ!）
- いじわるご奉仕 癒しの巨尻ソープ嬢（3月1日、MARRION）
- 誰かに言いたい秘密のエッチ（3月1日、S-Cute）
- レズビアンに染められた新入社員 〜社内セクハラに濡れてしまう私〜 加藤ももか 森本つぐみ あおいれな（3月7日、ビビアン）
- 熟女年の差レズエステ 若妻潮吹き連続アクメ（3月15日、ピーターズ）
- ゾウさんパンツでフェラ13人 ブリーフの先っちょからチ●ポを引っ張り出して喉奥でグポグポする気持ちいいフェラチオ（3月19日、かぐや姫Pt/妄想族）
- おま●この形状まるわかり! 薄いパンツの上からマン汁ぬるぬる透けオナニー 2（3月19日、かぐや姫Pt/妄想族）
- 素人ナンパでセンズリ鑑賞 8 見るだけでいいんです!だからちょっと僕のチ●ポ見てもらえませんか?（4月7日、かぐや姫Pt/妄想族）
- ご存知ですか? 奥様の前で、逆NTR治療を行うと、旦那様の勃起力が飛躍的に回復するんです。岬あずさ 加藤ももか 桜庭ひかり（4月9日、SODクリエイト）
- パコれる素人さん。 DOC AMATUR CH vol.7（4月10日、DOC）※「ももち」名義
- ママのフィアンセと生射精でイキまくりの初体験（4月10日、NAGIRA）
- SUPERパックリまんこアップ4時間SP vol.16（5月1日、サルトル映像出版）
- 素人娘の全裸図鑑 12 今時の女の子13名が恥らいながら脱衣していく様子をじっくり撮影した、変態紳士のためのヘアヌードコレクション（5月19日、かぐや姫Pt/妄想族）
- NTR×JOI 可愛い彼女・姉妹・友達にセンズリ指示される童貞の僕 あべみかこ 美園和花 加藤ももか 上川星空 あおいれな（5月21日、SODクリエイト）
- 殿堂! スーパーアイドル4時間 加藤ももか（5月29日、million）※単体ベスト
- たっぷり唾液と柔らかい唇… フワトロの口マ○コで最後の一滴まで絞り取る舌品フェラチオ!（6月11日、グローリークエスト）
- 激カワ女子大生限定シェアハウスの管理人になったボク 管理人の僕は問題児だらけの女子大生に事あるごとに呼び出されて家事の手伝いから性欲の処理までやらされることに… トホホ 2 加藤ももか 枢木あおい 跡美しゅり 西野たえ（6月12日、BAZOOKA）
- 妊娠覚悟の中出し要求!! 欲求不満義母とゴム着けセックスのはずが、何度も何度もイキ寸止め。なかなかイカせてもらえない爆発寸前の義母に『セックス中止』か『中出し』の究極の選択!!義母の出した答えは…? 新しくできた義母はスタイル抜群で美人。父は義母をかまってないせいかセックスはご無沙汰。ボクは義母にマッサージを提案するが、少し触っただけなのに、エッチな事を想像してしまうのかパンツが爆濡れになる程の欲求不満な義母。それからというものの父に隠れてマッサージと称して義母の体を触りまくる日々。我慢できなくなった義母はついにセックスまで許してしまうが、彼女がイク寸前で何度も何度も寸止め!!簡単にはイカせません!気が狂いそうになる義母…。このままセックスを続けるか中出しかの選択を迫り、引き返せない義母は妊娠覚悟の中出しを求めてしまうのか!?（6月19日、Hunter）
- 私は快楽狂いのド淫乱オナニスト 7（6月25日、セレブの友）
- 僕が先に好きだったのに、地味可愛い同級生が知らぬ間に先輩のセフレになっていた。（7月13日、ダスッ!）
- むちむちデカ尻 神ブルマ ロリ美少女やぽっちゃり娘にピチピチブルマ&体操着を着せ、ハミパン、ムレムレワレメを毛穴まで見えるほどの超ドアップ接写!さらに尻コキ、着衣お漏らし放尿やブルマぶっかけ、生中出し等ブルマ好きに送る完全着衣フェチAV（7月23日、親父の個撮）
- 新川愛七のレズ解禁 レズ処女を波多野結衣×加藤ももかが奪う同性愛(レズビアン)SEX（7月25日、セレブの友）
- 【奇跡】女子校生デリヘルを呼んだらオカズにしてた友達で強制生中出し!! 4（8月14日、BAZOOKA）
- 美人三姉妹 個人デリヘルはじめました 波多野結衣 加藤ももか 新川愛七（8月25日、セレブの友）
- 肉穴色情ビッチ調教された清楚系美少女の本性 加藤ももか 水嶋アリス（9月7日、シネマジック）
- 完全主観妹系メイド出張デリヘルパイパン中出しオプション付き 2（9月11日、	BAZOOKA）
- Catch the dream 加藤ももか 波多野結衣 大槻ひびき（9月15日、ピーターズMAX）
- 友達のお母さんをこっそりささやきレズ誘惑 甘乃つばき 加藤ももか（9月19日、レズれ!）
- まともなのは僕ひとり!? 朝、目を覚ますと、性の価値観がぶっ飛んだ世界だった件。加藤ももか 加藤あやの AIKA（9月25日、ダスッ!）
- 美少女パンティプレイマニアックス（10月1日、MARRION）
- 涙のノンストップ激イカせSEX（10月13日、セレブの友）
- おしゃぶり予備校 70（11月1日、FS.KnightsVisual/ふらすぴ）
- 完全撮り下ろし! すんごい杭打ち騎乗位4SEX（11月13日、セレブの友）
- 抗うことが出来ない巨根の快楽。終わらぬ子宮絶頂。膣凹NTR（11月13日、ダスッ!）
- 恋愛禁止のシェアハウスでこっそりヤリまくっていたことが暴露された日、この男女6人はルール無視の大乱交でハメまくる 加藤ももか 紺野ひかる 七菜原ココ（11月13日、ヒメゴト）
- 地味で大人しい根暗の陰キャ看護師がどスケベに豹変覚醒 白衣の人妻誘惑ナース（11月27日、人妻花園劇場）
- 怒りながらも僕のムスコを可愛がってくれる優しいお母さん。（12月13日、ダスッ!）
- 頭が真っ白になるほど錯乱する女体の逃げ場なき惨劇 くすぐり絶頂地獄拷問 TICKLING OVERDRIVE ECSTACY（12月19日、BabyEntertainment）
- 夫の上司に接吻調教された若妻（12月25日、セレブの友）
- 美少女捜査官拷問 恥辱の嬲られ生人形は残酷なる絶頂の渦へ Episode1:不良女子○生ももかの秘密（12月25日、BabyEntertainment）

- 有名AV女優の一般素人男性 逆ナンパ企画 加藤ももかの超絶痴女テクニックに骨抜きにされてみませんか?（1月15日、million）
- 喉マ●コ中出し美少女調教イラマチオ（1月15日、REAL）
- 足先から肛門まで全身ベロベロ舐めじゃくり発射無制限の全身愛撫ソープランド（1月15日、BAZOOKA）
- きみをペット 4（1月25日、セレブの友）
- スパンキングで昇天するボンデージ美女に喉奥ハードイラマをプレゼント! 2（2月12日、REAL）
- メガネをかけるとお漏らしして発情するメスイキ女（2月13日、セレブの友）
- 続々巨チン美少女の男の潮吹きには強制双成化させる成分が含まれています。 失われた珍宝 加藤ももか 美谷朱里、宮沢ちはる（2月13日、ダスッ!）
- 超高級中出し専門ソープ（2月13日、MOODYZ）
- ささやき淫語で男性を確実に昇天させる絶品中出しチャイナエステ 3（3月12日、BAZOOKA）
- いもうとはGALかわいい 実写版 ギャル妹がスキンシップをねだるんだが。（3月13日、無垢）
- 病んでる女を寝取るのはチョロすぎた。地雷系NTR（3月25日、ダスッ!）
- 脳髄から刺激する! 高級エステマッサージの美女達182分!（5月13日、セレブの友）
- 加藤ももか まるごと完全収録1293分BEST（10月26日、セレブの友）※単体ベスト

- Extreme（過激な）オナニスト! 36 加藤ももか ～9オナニー174分（5月23日、セレブの友）※単体ベスト

#### 佐藤ののか 名義
- 若妻保険外交員の生中出し3P絶叫NTR夫は知らない淫らな欲望（5月25日、NAGIRA）
- あざと可愛すぎる誘惑しまくりドスケベ小悪魔痴女子校生（7月7日、デジタルアーク）
- ボディーを透明にするように舐め犯す! ちゅぱぺろMONSTERGANG（7月19日、kira☆kira）
- 奇縄 第九章 失われた恥毛（8月1日、バミューダ/妄想族）
- 救星戦隊ワクセイバー 佐藤ののか 天馬ゆい しじみ（8月27日、GIGA）
- 兄は私のオナペット ののかちゃん（8月28日、JUMP）
- コスフェチ01 ピンクアース（9月10日、GIGA）
- 女子校生孕ませレイプ中出し20連発（9月14日、REAL）
- ワルプルギスの虜 悪魔の磔刑（9月21日、バミューダ/妄想族）
- 「オチンチン大きくなっちゃったから一緒にオナニーしよっか!?」 広告を見て小遣い欲しさでやって来た女の子に行っていた暴走行為 28名収録（9月25日、JUMP）
- 学校のM男クンたちは全員コネくり回してやるからなっ!! 悪魔ビッチちゃんの舐めちゅぱ乳首イジりが最強にヤバすぎる。（11月9日、million）
- 闇の飼育 狙われた割れ目（11月16日、バミューダ/妄想族）
- 女子大生デリヘル呼んだらやって来たのは幼馴染み 2 「先っぽだけだから…」 挿れた瞬間奥まで挿入! 駅弁! 中出し! 種付けプレス! 猛烈ピストンで俺のち○この虜にしてやった!（11月23日、クリスタル映像）
- 救星戦隊ワクセイバー SEASON 2（11月26日、GIGA）
- 上品セレブ妻の下品交尾 ドエロい舌を突き出してザーメンおねだり＆ガチアクメ（11月27日、シャーク）
- 杭打ちピストン騎乗位で白く泡立った愛液まみれチ○ポをフェラしては再びマ○コに迎え入れるPtoMセックス（12月14日、アリスJAPAN）
- 闇夜の不法侵入→女子の寝所へ忍んで痴漢行為→強制射精（12月14日、SEX Agent）
- 変態Mパパを濃厚メスイキさせる天然小悪魔なパパ活痴女（12月21日、MEGAMI）
- 甘々ボイス! 愛でる系女子のドエロい挑発 卑猥語女（12月21日、MARRION）
- 射精っても止めないチンシャブ中毒女（12月31日、ワープエンタテインメント）

- ～今日1日あなたのお世話をさせていただきます～ 派遣ミニスカ個人秘書のピッタリ密着性奉仕（1月11日、BAZOOKA）
- 裏オプでこっそりNN本番をヤラせてくれる人気の個室ピンサロ嬢（1月11日、BAZOOKA）
- ゴム手袋Mフェティッシュ 痴女清掃員に手袋で変態ザーメン搾り取られるOffice（1月18日、MEGAMI）
- 首絞め強制失神（1月18日、バミューダ/妄想族）
- ダサ男大好きおフェロ女子はアソコが疼いてたまらない! 冴えない中年男とのセックスに本気汁溢れさせてイキまくり! 佐藤ののか（1月22日、オイスター海運）
- 結婚を機に会社を辞める女子社員と最後の二人きりの時間を過ごす2泊3日のヤリまくり出張 佐藤ののか（2月1日、下半身タイガース/妄想族）
- 意地悪メイド様に痴女られアナルまで犯されて完全ペット化される メスイキ! M男ハウス 佐藤ののか（2月1日、M男パラダイス）
- じゅるネチョ音とささやき淫語で耳からトロけるASMRメンズエステ 佐藤ののか（2月4日、ワープエンタテインメント）
- デカ尻見せつけ誘惑メンズエステ 佐藤ののか（3月4日、ワープエンタテインメント）[26]
- ガチンコ全裸レズバトルリターンズ 望月あやか 平井栞奈 如月夏希 佐藤ののか（3月10日、ROCKET）
- THE剃毛 有名人気女優7人の割れ目を暴く!（3月22日、バミューダ/妄想族）
- 女性限定車両! 痴女2人がイクッ! エロ過ぎハーレムワゴン LESWAGON 蘭々 佐藤ののか（4月12日、ビビアン）
- 露出・輪姦・ぶっかけ願望に憑りつかれた女 佐藤ののか（4月19日、グローリークエスト）
- ULTRA SWEET 赤貝 美少女戦士噴蜜強制絶頂地獄 ～無情なり涙に濡れる聖女の淫肉～ 佐藤ののか（4月26日、AVS collector’s）
- THEドキュメント 本能丸出しでする絶頂SEX おしゃぶり大好き婚約女が乱交ハメ狂い 佐藤ののか（5月3日、美人魔女/エマニエル）
- ご褒美はお口でネおちんちんを舐めてしゃぶってイカせてくれるおしゃぶり大好きフェラビッチ!（5月3日、グローリークエスト）
- ノンストップ淫語M男イジメ 佐藤ののか（5月10日、犬/妄想族）
- 唾液が愛液 ベロ交尾 佐藤ののか（5月12日、RADIX）
- 佐藤ののか神プレイ満載 最強BEST盤 ～NGの髪コキ解禁、初めての剃毛… 貴重すぎる記録～（5月19日、バミューダ/妄想族）※撮り下ろし映像を収録した単体ベスト。
- 制服緊縛 義父からのお仕置き緊縛で被虐性癖を開花させられた純真 佐藤ののか（5月24日、AVS collector’s）
- 危険日直撃!! 子作りできるソープランド 38 佐藤ののか（6月9日、Mr.michiru）
- 囁き痴女淫語に蕩けまくるカースト底辺女教師 唾液・快楽漬けの舐め犯しレズビアン調教 佐藤ののか 岬あずさ 成田つむぎ（6月14日、ビビアン）
- 拘束ビッチルーム 身動きできない男のチクビをビンビンになるまで弄って、焦らし寸止め、最後は爆ヌキ! 佐藤ののか（6月21日、kira☆kira）
- 酔っぱぴナメクジGAL! ごっくんペロリスト 佐藤ののか（6月21日、チキチキカマー/妄想族）
- 黒人覚醒 黒い衝撃 佐藤ののか（6月28日、バミューダ/妄想族）
- 食込み股縄調教 10人の股間に食い込む麻縄（6月28日、バミューダ/妄想族）
- 百合活で知り合った子はクラスでも目立たない地味な優等生だった。 工藤ララ 佐藤ののか（7月26日、レズれ!）
- 憑依おじさん in 佐藤ののか 生意気スレンダー美少女を乗っ取り不良彼氏に痴女責め情交。（8月9日、ダスッ!）
- 一般男女モニタリングAV × マジックミラー便コラボ企画 日本人娘が初めての海外デカチンで素股焦らされ体験! 女子大生にパンティ越しの黒人ギガチ○ポ先っぽ5cm挿入! 敏感なオマ○コの入り口だけをグリグリされて濡れちゃったJDオマ○コの奥までズドンと生挿入! ポルチオを直撃する未体験のガン突きピストンでのけぞり気イキ!!（9月6日、DEEP'S）
- 一泊二日射精無制限!! 美少女3姉妹が10発射精させるまで帰さない舐めしゃぶ天国でお客を虜にする温泉旅館 佐藤ののか 枢木あおい 皆月ひかる（9月13日、Million）
- 身動きできずに動き続ける絶体絶命の美女 芋虫のように拘束された女達。（9月15日、バミューダ/妄想族）
- アナル舐め舐めデート 尻穴ふやけるまで舐め犯すちゅぱぺろモンスター 佐藤ののか（9月20日、kira☆kira）
- 満員ムレムレ黒タイツ女子○校生エレベーター 湿度300%超… 下校直後でムレた色々なデニール数の黒タイツに挟まれ踏まれ何度も射精させられるっ! 【同時収録】満員ぎゅうぎゅう汗だく黒タイツサウナ（10月4日、DEEP'S）
- 淫語乳首責めでダメ執事を連続射精!! 社長令嬢のお仕置きサディスティックROOM（10月11日、BAZOOKA）
- 巨大ヒロイン (R) アディア 佐藤ののか（10月14日、GIGA）
- あなたの初ヌード撮らせてください! 素人娘20人の全裸コレクション 2（11月1日、OFFICE K’S）
- 女教師in... (脅迫スイートルーム) 佐藤ののか（11月4日、ドリームチケット）
- 木馬拷問 02 股を裂かれた12人の女（11月17日、バミューダ/妄想族）
- 驚愕の巨チン お嬢様の上品なマ○コに極太肉棒がグサリ!!（11月22日、ブラックドッグ）
- からかい上手なカノジョはあざとく濡れ染みパンチラを見せつけ誘惑!! 筆おろし青春中出しSEX!!（11月22日、BAZOOKA）
- 彩川ゆめ レズ解禁 ～義姉のレズ沼にハマった私～ 彩川ゆめ 佐藤ののか（11月23日、アイエナジー）
- 佐藤ののかの射精管理（12月2日、NON）
- 下品だとか上品だとか関係なく、エグイくらい佐藤さんを弄びたい 佐藤ののか（12月2日、光夜蝶）
- M男クンを待たせてる部屋の鍵、お貸しします。（12月2日、ワープエンタテインメント）
- 早漏М男クンがスーパーポジティブAV女優3名に悩みを打ち明けたら…とにかく全肯定されっぱなしで結果ヌカれすぎちゃった4名様合計15発　枢木あおい  若宮はずき  佐藤ののか（12月8日、SODクリエイト）
- 彼女のお姉さんに痴女られました…見た目清楚な肉食系フェラビッチな姉と彼女の留守中に何度もハメて完全にドハマりしたボク。佐藤ののか（12月13日、クリスタル映像）
- チクビアン 5 ビンビン乳首こねくりレズ性交（12月27日、レズれ!）

- ヒィヒィ～言っちゃうほど、佐藤さんに弄られたい 佐藤ののか（1月6日、NON）
- ボロアパート貧乏妻 むさ苦しい男たちに中出しされて… 佐藤ののか（1月10日、ながえSTYLE）
- 淫語で犯す自画撮り着衣痴女 美園和花 佐藤ののか（1月17日、ミル）
- 【神ギャル殿堂入り】やっぱりギャルが最強説! vol.6（1月17日、チキチキカマー/妄想族）
- イジワルなギャル義姉に「童貞なんて捨てちゃえよw」と普段から馬鹿にされているボク。強引に挿入させられたのでここぞとばかりに激ピストン! イキまくりでガクガクビシャビシャの42絶頂!!! 立場逆転中出しSEX（1月24日、SCOOP）
- ドスケベお姉さん、タオル一枚男湯に入って男性客をヌキまくってみませんか? スーパーHARD 愛乃零 きみと歩実 佐藤ののか（1月26日、SODクリエイト）
- 見られたくないけど見られたい性癖の女子 願掛★露出好き 恋愛成就の願掛けに全裸徘徊 その一部始終が同級生にバレ激しい羞恥快楽に襲われたのち放尿発情…【恋愛生徒会長】佐藤ののか（2月7日、山と空/妄想族）
- レイヤーをやり始めた妹を無言で貪った 佐藤ののか（2月10日、光夜蝶）
- 佐藤ののかにベロベロチュウチュウされながらずっーーと乳首を弄り回されてるのに抜け出せそうにない（2月10日、NON）
- 妻が眠る隣室でサイレント杭打ちピストンASMR耳元で吐息漏らしながらモッチュモッチュびったんびったんピストン音が部屋に響いてたまらん 佐藤ののか（2月14日、アリスJAPAN）
- チェックインからアウトまで完全性欲サポート 即尺フェラ抜きホテルコンシェルジュ（2月14日、BAZOOKA）
- 女体フェチ図鑑 6 完全全裸99人（2月14日、グローリークエスト）
- アナルのシワの数までハッキリわかる! ノーモザイク連続絶頂アナル見せオナニー 14（2月23日、アイエナジー）
- 息子の彼女が責め痴女で息子の留守中にアナル開発されてメスイキさせられまくった父。 佐藤ののか（3月7日、MEGAMI）
- 人妻の浮気心 佐藤ののか（3月7日、人妻援護会/エマニエル）
- 文京区にある女教師が通う整体セラピー治療院 35（3月7日、変態紳士倶楽部）
- 妄想アイテム究極進化シリーズ シン・ボディジャック PART.3 佐藤ののか 綾瀬ひまり 神納花 山本蓮加 岬あずさ（3月9日、ROCKET）
- 新しい義妹は、鬼畜な人なのに僕の勃起は治まらない。 佐藤ののか（3月10日、NON）
- 大好きなM男くんの精子が… 止まらなくなって欲しいの ザーメンお漏らし状態になるまで爆ヌキするルーインド騎乗位 佐藤ののか（3月14日、Million）
- 噂の女子校生地下アイドル おっさんのファンと小遣い稼ぎの個人営業 ののかちゃん（3月25日、JUMP）
- 唾液とイキ潮でM男を窒息絶頂させる体液 B.C.P. 佐藤ののか（3月28日、SEX Agent/妄想族）
- 噂のアイドル女子校生はスケベ乳首ビンビンにしてデカ尻でおじさんを誘惑する小悪魔痴女 佐藤ののか（4月4日、デジタルアーク）
- 悪戯痴女に監禁快楽を刷り込まれる脳イキ・メスイキ・拘束イキ 佐藤ののか（4月11日、M男パラダイス）
- 蔵の中で緊縛調教される女子校生 白い柔肌を狙われたお嬢様学校の美少女。無垢な身体を染めていく邪欲の麻縄 佐藤ののか（4月11日、グローバルメディアアネックス）
- 再婚直後の男慣れしていない義理家族は寝起きの勃起チ○ポにうっとりトロン顔! パンツの上からでも分かる蒸れに蒸れた股間! 起きようが射精しようがお構いなしの追撃フェラチオで口からは常に精子垂れ流し!!（4月11日、SCOOP）
- 逆ナンGAL★デカベロ舐め喰い! ごっくん中出し! ケダモノ無限PtoMで精子搾り獲られちゃった僕 佐藤ののか（4月18日、MOODYZ）
- 鬼フェラごっくん & 鬼ピス騎乗位中出し! 単位が欲しい留年痴女ギャルのおねだり無限PtoMに精子搾り取られた担任教師の僕 佐藤ののか（4月25日、痴女ヘブン）
- M字開脚でマ○コ見せつけJOI 2（4月25日、SEX Agent/妄想族）
- 妄想アイテム究極進化シリーズ 強制マンバギャル化ビーム 佐藤ののか 山本蓮加（2023/05/11日、ROCKET）
- 本番なしのマットヘルスに行って出てきたのは隣家の高慢な美人妻。弱みを握った僕は本番も中出しも強要! 店外でも言いなりの性奴隷にした 佐藤ののか（5月16日、溜池ゴロー）[27]
- マン汁ぬっちゃぬっちゃ手コキ（5月23日、SEX Agent/妄想族）
- ドすけべ過ぎて喘ぎ声が知らぬ間にオホ声になっちゃってるP活女子○生ののか 佐藤ののか（6月1日、OFFICE K’S）
- フェラチオのお仕事にやってきた素人娘に予告なしの突然口内発射 5（6月1日、OFFICE K’S）
- 俺のいいなり素敵なヤリマン子ちゃん! ののか (26歳)（6月13日、ティーチャー/妄想族）
- 妊娠させてもいい人妻! 至高のナメクジNTR! これ以上の快楽ある!? 身体、脳… 全てが舐め溶ける 欲望のまま「赤ちゃん作る」した記録 (奉仕★億点妻編)（6月20日、新セカイ/妄想族）
- 顔振りトルネードフェラ（6月27日、SEX Agent/妄想族）
- 呼び出されるのは、いつも決まって昼休み。なのに… 射精は9時間後。しかもそれから直後責め。そして結局、連射セックス 佐藤ののか（6月30日、ワープエンタテインメント）
- 嫁姑レズ ～新婚の息子から嫁を寝取る淫乱母～ 佐藤ののか 姫川礼子（7月4日、U&K）
- 素人女子大生が高額バイト代につられてヌードデッサンモデルに! マ○コのビラビラまで丁寧に描かれる視姦の羞恥にマ○コはグッショリ! 生で挿入されてイキまくり! 5（7月6日、アイエナジー）
- 同窓会で人妻になっていた初恋の女と出会いラッキーSEXできちゃったもんね♡（7月20日、SWITCH）
- 痴漢盗撮 & 中出し素人娘 媚薬オイルマッサージVol.26 超強力媚薬を配合しマッサージオイルを施術中に知らずに塗りこまれたオンナは、身体の火照りに驚き、チ○ポを欲しがる自分に戸惑い、垂れ出したマン汁に恥ずかしがりながらも生ハメ中出しまで欲してしまう!（7月20日、親父の個撮）
- 黒人巨大マラ 犯された日本人美女 結婚式資金のため夫に内緒で働いたガールズバー。出会った黒人に唆され愛人契約という闇に堕ちた若妻 佐藤ののか（7月25日、グローバルメディアエンタテインメント）
- アクセルガール 完全支配 佐藤ののか（7月28日、GIGA）
- 配信者の彼女になりたくて自宅にリア凸してきたメンヘラ美乳ガチ恋女子に何度射精しても終わらない粘着乳首責めでいいなりドMに堕とされ連続チクシャ耐久配信させられた話。 佐藤ののか（8月1日、LUNATICS）
- パコ撮り No.99 円光でゴム無しSEX解禁! 萌え声どスケベ美少女 ののかちゃん（8月12日、First Star）
- 女子社員がオフィスで剃毛羞恥されて業務 パワハラ上司にセクハラされ公開調教 佐藤ののか（8月24日、AEGEAN）
- いちゃはこっ! 完全無欠の素人美少女頂上決戦 清楚可愛いのに中出し大好き娘・れいなちゃん & ブリブリっ娘最強美少女・ののかちゃん（9月1日、SUKESUKE）
- かわいい嫁の白き肉体 お義父さんにおしおきされて・・3 佐藤ののか（9月12日、ながえSTYLE）
- 美熟女レズエステサロン ～娘よりも年下のエステモニター騙し撮り～（9月19日、U&K）
- 生徒会の痴女J系3人組が学園中の男をヨダレたっぷりな舐めまわしでイジメる小悪魔ハーレムSchool!! 森日向子 佐藤ののか 百瀬あすか（9月26日、Million）
- 佐藤ののか、まるっと4時間やりっぱなし（9月29日、NON）※単体ベスト
- ニューハーフのペニクリを痴女が焦らし寸止めで虐め抜く! ちびとり 佐藤ののか（10月3日、グローリークエスト）
- スケバン特命捜査官 MAKI（10月13日、GIGA）
- 新☆セ・リーヌの星（10月13日、GIGA）
- 佐藤ののか 25タイトル40コーナー PREMIUM BEST 4時間（10月24日、BAZOOKA）※単体ベスト
- 「一緒にお風呂入ろ!」 大人に成長した従姉妹の無防備ボインと混浴! フル勃起チ〇ポを洗うふりして握りしめマ〇コにお出迎え～♡（10月26日、SWITCH）
- アナルのシワの数までハッキリわかる! ノーモザイク連続絶頂アナル見せオナニー 19（10月26日、アイエナジー）
- 【なまマンblog...02】ナマでしたがる極上SSSコスプレイヤー娘とのハメ撮り記録。。。かわいいお毛毛にも半外半中で出しちゃいました（10月27日、First Star）
- ボクを見下すスクールカースト上位女子達に媚薬を盛ってみたらオスとして見られすぎて大変なことになった。 菊池まや 佐藤ののか 星仲ここみ（11月14日、BALTAN）
- 酔ぱGAL痴女! ドM男キンタマカラッポ朝までごっくんパコべロ酒! 佐藤ののか（11月21日、チキチキカマー/妄想族）
- オジサンの事を見下している生意気な少女達を理解らせWレ×プ ののか しおり（11月21日、無垢）
- 射精管理は突然に… 隣に住む金髪ギャルビッチに射精を支配されたボクの涙のオナ禁生活 佐藤ののか（11月28日、クリスタル映像）
- ‘INGO’ IN GOD ECSTASY 男達の脳に響く猥褻エロヴォイスで完全支配してザーメンを搾り取るフェラチオ大好き変態お姉さん スケベ痴女淫語 佐藤ののか（11月28日、AVS collector’s）
- 美尻お漏らし顔面騎乗 (DOKS-589)（12月1日、OFFICE K’S）
- 剃毛遊戯 03 陰毛を剃って割れ目を暴く!（12月1日、バミューダ）
- 誘惑ご奉仕ドスケベメイドは発情マゾ痴女ビッチ ご主人様専属誘惑金髪激カワデカ尻小悪魔ギャル 佐藤ののか（12月5日、デジタルアーク）
- 映画館のレイトショーでうたた寝するお疲れ気味OLを拘束してブランケットの中のねっとり粘着手淫でサイレント失禁イキさせる（12月7日、SODクリエイト）
- 夜勤中に入院患者から求愛され応じてしまった看護師にシーツの中の密着ねっとり奥突きピストンでドクドク中出し精子が結合部からあふれ出す（12月21日、SODクリエイト）
- 病院中の男のアナルを犯す天才S痴女ナースがいるM性感クリニック 佐藤ののか（12月26日、MEGAMI）

- 精子一掃! 極舌ベロちゅう! 生ハメなめくじギャル! 縦横無尽に長舌踊らす奔放ルンバGAL! 懲らしめSEXでぴえん絶頂 佐藤ののか（1月2日、桃太郎映像出版）
- 地味な優等生が金髪ギャル化して夏の田舎に帰省してきた! 中年親爺の私は田舎生活の退屈しのぎに痴女られ金玉空っぽになるまで搾精され狂わされて… 佐藤ののか（1月2日、FunCity/妄想族）
- 予約半年待ちリピ率100% 某メンズエステ店 密室×密着 イキ過ぎた禁断サービス 18（1月5日、DOC）
- 出張巨乳マッサージ（1月5日、ゲッツ!!）
- GIN GIRA GAL 孤島に隠されし伝説のアナコンダ遊郭 舐め尽くしべろちゅうギャルの超舌遊戯 末広純 佐藤ののか（2月6日、桃太郎映像出版）
- 淫魔サキュバスだと言い張る厨二病の長ベロ姉をからかうつもりでち○ぽを差しだしたら強がり搾精フェラで舐めしゃぶり喉奥ごっくんされまくった。 佐藤ののか（2月6日、LUNATICS）
- 口姻 催眠アプリで憧れの人妻を寝取って、コスプレ少女と中出しSEX、幼馴染みをフェラ奴隷にしてやった。 佐藤ののか 皆月ひかる 紺野みいな（2月13日、ROOKIE）
- 街で見つけた女の子に童貞君オナサポ!! 懇願のはずが… 素人娘がM男君を責める人生初の痴女プレイ 連続射精 & 生ハメ筆下ろし（2月15日、ピーターズ）
- 痴女でM男好きな小悪魔彼女のアナル責めを僕は何年もずっと遠くから見ていた。佐藤ののか（2月20日、M男パラダイス）
- こっそり服の中で乳首いじり痴●され電車内でレズイキさせられた美乳女 2（3月7日、ナチュラルハイ）
- 人妻ナンパ中出しイカセ 42 池袋編（3月8日、ホットエンターテイメント）
- 1日5発は必ずフェラ抜きする放課後フェラチオ研究会のちんしゃぶ研究対象となった絶倫だけどモテないボク 天馬ゆい 沙月恵奈 佐藤ののか（3月12日、Million）
- おかしくなるまで、私を犯してください…自ら望んでイカされ続ける真性マゾヒストJ●（3月12日、REAL）
- 美女ベスト佐藤ののか 4時間 スレンダー美乳マドンナ（3月12日、Mellow Moon）※単体ベスト
- アナル舐めさせ逆バニー風俗 リピーター続出! W痴女嬢が極上ケツ穴の匂いでおもてなし! 肛門クンニハーレム逆3Pスペシャルコース さつき芽衣 佐藤ののか（3月19日、DEEP'S）
- 旦那の不在中を狙ってデカ尻人妻の自宅に突撃どっきり! Tバック奥さん固定バイブDEドミノ倒し 制限時間内に並べてドミノ倒せたら100万円! チャレンジ失敗で即ハメ中出し罰ゲーム! 2（3月19日、はじめ企画）
- HYPER FETISH ハイレグいやらしクィーン 佐藤ののか（4月9日、デジタルアーク）
- 放課後円光オナホ女子校生キメセク凌辱（4月9日、REAL）
- ED気味な夫の為に媚薬ドリンクを作っただけなのに… なぜか連れ子がフル勃起しちゃって理性崩壊!? 久々の絶倫チ○ポに私の発情が止まらない!! 佐藤ののか（5月7日、DEEP'S）
- 緊縛調教妻 夫の実家である温泉宿で義父に犯された嫁。逃げ場を失い心も身体も支配されていく縄調教 佐藤ののか（5月14日、グローバルメディアアネックス）[28]
- 【神ギャル殿堂入り】ギャルがやっぱり最強説! vol.8（5月21日、チキチキカマー/妄想族）
- 五感で愉しむ美女の大量唾液 佐藤ののか（5月23日、RADIX）
- 逆ナン痴女 24時間監禁調教ドキュメント 寸止め、ペニバン、騎乗位やりたい放題 小悪魔ののかのM男飼育 佐藤ののか（5月28日、AVS collector’s）
- タイムリープレイプ レイプされてもレイプされてもレイプ前に時間が遡る無限レイプ温泉旅館 佐藤ののか 星仲ここみ 藤田こずえ（5月28日、REAL）
- 某旅館の中だけで営業する秘密の非合法風俗 中出しヤリ放題のHYPERコンパニオン（5月28日、BAZOOKA）
- おしゃぶり学園ピンサロ科 11 佐藤ののか 沙月恵奈（6月1日、FS.KnightsVisual）
- 嫁の連れ子ギャルビッチが無防備ノーブラ乳首ちらり誘惑 抑えきれない衝動と相性抜群のセックスに連続中出し 佐藤ののか（6月4日、ABC/妄想族）
- ごっくん淫語 耳元で聞く、ネバスペと喉越しごっくんのエロい音 佐藤ののか（6月18日、煩悩組/妄想族）
- もうM男以外愛せない! メンヘラ狂愛J系のイチャラブ監禁調教 佐藤ののか（6月25日、犬/妄想族）
- 【完全主観】「ご主人様おち〇ぽ失礼します。」いつでもどこでも何発もザーメン抜かれ続けるボク専用ちんしゃぶメイド（6月25日、Million）
- 濃厚ベロキス焦らしローション手コキ（6月25日、SEX Agent/妄想族）
- 金玉アナル舐めまくり! M男を辱めるペロリン羞恥責め（6月25日、SEX Agent/妄想族）
- 「あなたの普段のオナニー見せて下さい」と羞恥の公開オナニーさせられてたら我慢できずにチ〇ポが欲しくなってしまった素人娘（7月1日、OFFICE K’S）
- 危険日直撃!! 子作りする放課後性教育 佐藤ののか（7月11日、Mr.michiru）
- 真正中出し映像集 第2回作 全て正真正銘本物ザーメン避妊具なしの生姦セックス4名 計16発（7月25日、なまなま）
- 頭は悪いけど性欲の強い新しい義姉に飼われてます。 佐藤ののか（8月4日、NON）
- 尊敬している父と再婚した年下の母親は射精管理してくる鬼畜な人でした。 佐藤ののか（8月4日、光夜蝶）
- 「男は裏筋が一番気持ちいい」って知ってる動画配信者の彼女・ののかちゃんが、あらゆる手段で僕のウラスジを責め続けて感度カンスト裏筋射精を連日収録した。 佐藤ののか（8月13日、グローリークエスト）
- 陰キャの俺達をイジメたこいつらを復讐のわからせイラマSEX（8月22日、FALENO TUBE）
- 「勃起乳首」と「感じる顏」をじっくりと魅せる乳首だけでイッちゃう8人の女たち (3)（9月1日、OFFICE K’S）
- 妹のやべーカラダを貪りたい 佐藤ののか（9月6日、NON）
- 崇高すぎる!! 佐藤ののかに心酔する魅惑の4時間スペシャル!!（9月10日、BALTAN）※単体ベスト
- お持ち帰りデキた子が… まさかのナメクジ痴女でした。密着吸い憑きホールドで身動きできず、チ○ポ丸呑みバキュームで精子ごっくん14発飲み尽くされた初デート 佐藤ののか（9月24日、痴女ヘブン）
- 生徒の小悪魔な誘惑に負けた担任教師の僕は教え子のぺニバンで何度も何度もメスイキさせられてしまった。佐藤ののか（9月24日、MEGAMI）
- 淫語で犯す自画撮り着衣W痴女 アメイジング（9月24日、ミル）
- あのコは定額ヤリ放題 月々定額料金を支払えば全男子の憧れヒロインと中出し放題。※ただし、ガチ恋禁止 原作:バンビ 青春同人実写化!!!（10月1日、MOODYZ）※「三崎」名義
- 日本一接客態度が悪いピンサロ店に行ってみた 「さっさと射精して、帰って寝ろよ」 手コキ・フェラチオ・顔騎・本番SEX… 全て、やさしさ0%!!（10月24日、SODクリエイト）
- 美女ばかりが在籍しているという噂のメンズエステ店に行ったら、お姉さんたちのエロすぎる施術にチ●ポが暴発寸前!! しかも「お店には内緒ね」という神展開のささやきで生本番まで出来ちゃった僕! 花音うらら 佐藤ののか 一条みお 岬さくら 桐香ゆうり（11月1日、OFFICE K’S）
- ハーレムでヘブン状態!! 視線が気持ち良すぎるセンズリ見せつけ倶楽部 (1)（11月1日、OFFICE K’S）
- スタンガン感電ショック 004（11月7日、SODクリエイト）※配信作品「雷012」(kmnr012)を収録。
- めちゃカワ! えちえち! 美少女レイヤーゴム無しオフパコ中出しハメ撮り! 5時間30分（11月12日、ボニータ/妄想族）
- 尿道 × アナル責め M男脳バグパニック! M責め天才小悪魔に弄ばれて脳みそバグってイキまくり! 佐藤ののか（11月19日、M男パラダイス）
- 禁欲1ヶ月間鬼焦らし、鬼焦らされ鬼の射精管理を経て―欲情サキュバスケダモノ彼女のどぴゅりどぴゅり24時間ブッコ抜き狂射精オーガズム 佐藤ののか（11月26日、痴女ヘブン）
- 同人AV フォロワー20万人超え 元アイドルの美人レイヤーと秘密の撮影会!!（11月26日、ブラックドッグ/妄想族）
- 剃毛飼育 身動きとれない美女4人の陰毛を剃り恥ずかしいワレメを晒す!（11月26日、ブラックドッグ/妄想族）
- 働くオンナの淫らなパンスト遊戯（12月1日、OFFICE K’S）
- 有名女優のOFF SHOT SEX SPECIAL 実はこんなプライベートSEXしてました。 （12月3日、MAX-A）
- 働くオンナの見せつけ挑発ダンス（12月10日、うさぎ/妄想族）
- 人妻ナンパ中出しイカセ 8時間 SUPER DX 11（12月13日、ホットエンターテイメント）
- ぶっかけ肉感デカ尻秘書は乳首ビンビンにして社員を誘惑する淫乱痴女 佐藤ののか（12月17日、WEEKENDER）
- ライブチケット不正購入巨乳J系 極悪転売ヤーたちにライブ直前までハメ潰され言いなり中出し奴隷14射精（12月17日、OPPAI）
- チ○ポ狂いのドスケベ肉感ボディ奥様XIII 佐藤ののか（12月24日、クリスタル映像）
- ver.知名度狩リ4 佐藤ののか ～ファンマネー争奪論（12月26日、玉屋レーベル）

- 123分間ノンストップ撮影、ノーカット編集で生中出し18連発に長時間お掃除フェラ!! 佐藤ののか（1月1日、FS.KnightsVisual）
- 大人を見下してナメ腐っている超・生意気ギャル チ〇ポで徹底的に理解らせてやった。(MUCD-323)（1月21日、無垢）
- 昇天不可避の究極圧迫! 顔面騎乗SPECIAL!（1月28日、SEX Agent/妄想族）
- 初レズ日帰り旅 SOD女子社員 制作部AD 新田好実 × 元SOD女子社員 佐藤ののか（2月6日、SODクリエイト）
- 他人を見下す高飛車バリキャリOLも虜にする 女性専用強制開発M性感エステレズ 美木ひなの 佐藤ののか（2月11日、ビビアン）
- 素人ヌード撮影会に来たモデルさんに突然オナニーをお願いしてみた!!（2月25日、うさぎ/妄想族）
- 年中発情! 孕ませOK! オフパコ女子のやりすぎハメ撮り（個撮） めぐ / Eカップ / 21才 ももか / Fカップ / 22才（2月25日、お持ち帰り/熟女卍）
- 長生きしたいならエッチであれ!! 「アタシたちのスケベパンティ見て、一緒にイキませんか?」～赤パンツ愛好家16人と、精の巡りが良くなるオトナのエロ体操第一～（3月22日、ビッグモーカル）
- 同人AV 美人レイヤーが木馬股裂きの刑! そのまま挿入されアヘトロ昇天!!（3月25日、ブラックドッグ/妄想族）
- 触手学園 触手に堕ちた生徒会 倉木しおり 美澄玲衣 由良かな 佐藤ののか 永瀬かれん（4月1日、山と空/妄想族）
- 佐藤ののか、まるっと4時間おかしっぱなし（5月4日、NON）※単体ベスト
- パパの借金は私が返す! 発育痴少女ののかちゃん最強伝説! 佐藤ののか（5月13日、BALTAN）
- 三日間履いた恥ずかしいパンツの染み 佐藤ののか（7月24日、RADIX）
- コスさぽ。ヲタオヂ10P乱交 Fcupおとなし系ちょろマンレイヤーnonokaをゴムなし1000本子宮ノックでワカラセ連続中出し調教（7月22日、トーキョー ヲタ連/妄想族）

### アダルトVR

#### 加藤ももか 名義
- 宣伝部 入社2年目 加藤ももかが初めてのVR撮影に挑戦! SOD社内で初めての濃密キス密着見つめ合い激うぶ恥じらいSEX（4月8日、SODクリエイト）
- 宣伝部 入社2年目 加藤ももかが初めてのVR撮影に挑戦! 照れながらも目の前5cm至近距離で密着キス、耳元で囁く恥じらい手コキ（4月8日、SODクリエイト）

- 加藤ももかのおねだりハメまくりセックス じ〜っと見つめてねっとり甘いキス、耳元で何度も求めてイキまくるイチャらぶ中出しエッチ（11月1日、SODクリエイト）
- 加藤ももか初レズVR バイノーラルシンクロレズ 加藤ももか あおいれな 宮崎あや（11月16日、SODクリエイト）
- 密室ロッカー内VR 水泳部の後輩女子と部室でイチャイチャしていたら誰か入ってきたので【ロッカーの中】に隠れてこっそり密着手コキ!…興奮が収まらないボクらは【密着対面座位】【覆いかぶさり騎乗位】でイチャラブ中出しSEX!（12月21日、SODクリエイト）

- 究極のご奉仕セックスVR 加藤ももかが指舐め、足舐め、顔舐め、乳首舐め、尻穴舐め、身体中を舐め回してくれるドMメイド（1月4日、SODクリエイト）
- べろを見続けるVR（1月30日、KMPVR）
- もしも僕の転職先に、カワイイももかちゃんが在籍していたら…（2月26日、KMPVR）
- あなただけを愛してる! 教師と生徒の秘密の不倫温泉旅行（3月1日、unfinished)
- どエロな2人の女教師に顔舐め!前から!後から!挟まれバイノーラルでの耳元囁きで全身がゾクゾクするような淫語責め! おしおき高密着濃厚中出し3P! 加藤ももか 美泉咲（3月5日、KMPVR）
- 一見真面目な黒髪でメガネの地味な「女子●生」と「女教師」は超エロい!! 『スパイダー騎乗位』と『強烈なバキュームフェラ』で、男のチ●ポとザーメンを搾り取る!!チ●ポ大好きな地味な女はメガネをとったら、めちゃくちゃ可愛くて、生中出しが大好き!! お買い得オムニバススペシャル!!（3月21日、KMPVR-bibi-）
- ツインテールニーハイソックスパンチラ挑発美少女中出し性交 加藤ももか 倉木しおり 結まきな（3月28日、TMA）
- 妹に寝取られた僕!? 「だってお兄ちゃんの事が好きなんだもんっ!」 彼女が隣で寝ているのに、妹が僕の布団の中に潜り込んできた!イケナイ逆夜這い兄妹連続中出しSEX!!（3月19日、DOC）他出演:一条みお
- 超至近距離でパンチラダンス&JOI&セックス（4月27日、MARRION）
- 可愛すぎるJ●たちがオナニーサポート&JOI!!（5月24日、KMPVR）
- 女子○生と放課後ドライブ☆カーSEX! 制服めくって超ピンク美アナルじ〜っくり観察、勃起クリ弄りでイク!クンニでイク! ねっとりフェラチオ、生ハメ騎乗位でイキまくる!アナルちら見え背面騎乗（5月31日、こあらVR）
- 揺れるお尻が視界独占VR（6月1日、ピーターズMAX）
- ウェルカム新時代! KMPVR史上最大の長尺ストーリー! LIFE!! 〜とある天使に導かれ… 人生丸ごとモテ期になったボクと、10人の美女たち〜（6月5日、KMPVR-彩-）共演：麻里梨夏、波多野結衣、蓮実クレア、AIKA、あおいれな、玉木くるみ、阿部乃みく、若月みいな、一条みお
- 美少女拘束デリヘル倶楽部（6月12日、KMPVR）
- ナースのエロ動画をネットで見つけて、問い詰めるつもりがナースに精子を絞り取られた件（6月19日、MAX-A）
- どぴゅっ×11 連続射精!! イっても止めない女子社員“加藤ももか”と超濃密生中出しセックスしよ!（6月19日、KMPVR-bibi-）
- 糸引くベロキスVR 〜何度も繰り返す濃厚キスと超接近する美ベロ&つば垂らし濡れ乳首とヨダレ降り注ぐ立ち手マンと密着対面座位とヨダレ飲ませ覆いかぶさり騎乗位とバックとベロ出っぱなしで感じまくる正常位 【生中出し】（6月27日、アリスJAPAN）
- クンニVR 2（6月27日、KMPVR）
- 究極のベロテクで顔面をしゃぶり尽くす“舐め専門ヘルス”のNo.1嬢と粘膜絡み合う特濃性交!（6月30日、KMPVR）
- クソ生意気なデカ尻J●を痙攣媚薬制裁 2（7月3日、KMPVR-bibi-）
- 業界初!?アタリ付きVR!? 4 もしアタリが出て、突然アナタの部屋に加藤ももかが訪れたら…（7月4日、SODクリエイト）
- 女子校生ディルドオナニーVR（7月4日、KMPVR）
- 女ハ男ヲ目デ犯ス ver.制服美少女（7月5日、ワープエンタテインメント）
- 突然の嵐 夏フェスに来た僕たちは吹き飛びそうなテントの中、不安で抱き合い中出しSEXした。（7月7日、こあらVR）
- 顔騎楽園（7月12日、KMPVR）
- 「ぬけがけしちゃダメだよ!」 純情そうに見える二人の義妹は実はエッチ大好きなヤリマンだったみたいでボクの取り合いに!親の再婚で突然、ボクに清純でメチャメチャ可愛い義妹が二人もできた!しかも何が良かったのかはわからないけどボクのことが… 加藤ももか 有栖るる（7月16日、Hunter）
- 可愛いすぎる彼女にオナニー見せてとお願いしてみたッ! 思わず赤面!かわい過ぎるももかの顔ガン見オナニーからの…いちゃらぶハメ潮エッチ!（7月18日、CRYSTAL VR）
- 身長15cm目線VR 小さくなって、ももかちゃんの体の上を大冒険!（7月22日、SODクリエイト）
- 校内No.1の優等生に射精管理をされ続けるVR（7月26日、KMPVR）
- 唾飲みVR －最終章・究極唾－（7月29日、SODクリエイト）
- 目の前に広がる 美アナル大図鑑 ―超接写丸見え恥じらいヒクヒク美尻アナルVR―（8月2日、こあらVR）
- パンツ上オナニー 〜もう我慢出来ないよ… Hなお汁が止まらないの…〜（8月4日、KMPVR）
- お尻を近くで見続けるVR 2（8月10日、KMPVR）
- 非主観・盗撮・透明人間目線 地下アイドル ラブホ密会VR（8月23日、変態紳士倶楽部）
- 飲尿JOI 4 ツインテ美少女がスク水生地から溢れ出る天然水を大量に飲ませてくれる 南梨央奈 加藤ももか（9月5日、SODクリエイト）
- 挑発淫語で舐めまくるVR（10月9日、MAX-A）
- 僕と彼女と彼女の姉のEXな三角関係 初美りん 加藤ももか（10月30日、CRYSTAL VR）
- レズ体感VR 女のオーガズムは男の10倍!女目線で自分のカラダがイキまくる!いいなりレズ絶頂3P Vol.4 ハロウィン女子会Ver. 御坂りあ 加藤ももか 水無瀬怜奈（10月31日、SODクリエイト）
- 彼女の旅行中、レズビアンカップルだと思っていたルームメイトが男もいけるバイセクシャルだと判明!! チ○ポとマ○コでイキまくる濃厚3P VR!! 真緒とももかのぐっちゃぐちゃに混ざりあった唾液と愛液に溺れ続ける新感覚VR!! 浜崎真緒 加藤ももか（11月6日、MOODYZ）
- 目の前に広がるランジェリーナ! ぷにぷにモリマン むちむちTバック もみもみブラジャー ぷりぷり美尻 ほぼノーモザイクVR（11月13日、ROOKIE）
- 痴女られたくてさっきから、うずうずしてるんでしょ?（11月21日、KMPVR）
- 無防備な彼女を観察するVR（11月27日、MAX-A）
- アナタは時を止められる変態紳士ドクター!! 健康診断中に時間停止して女性のエロパーツの見たい部分だけをじっくり観察できる高画質長尺4時間VR!!（11月27日、変態紳士倶楽部）
- 目の前でお尻をじっくり観察! アナルを開いたり閉じたりパクパクしたりガッツリ丸見えVR（11月29日、ROOKIE）
- だぁいしゅきなセンパイと保健室でドキドキSEX 「先輩…もっといっぱいしょ///」（11月30日、ブイワンVR）
- 究極のあお向けアングルで息がつまるほどの圧迫感! アナタの顔面に加藤ももかが密着しまくる窒息体験VR!! かぶりつきキス・顔舐め・唾飲み・顔面騎乗・覆いかぶさり騎乗位!! 顔面直下のド迫力映像VR!!（12月13日、ワンズファクトリー）
- OL パンスト 加藤ももか 通野未帆（12月20日、MILU VR）

- 競泳水着 VR（1月1日、MILU VR）
- オナ焦らし! 〜爆萌えするロリ可愛さで超快楽へ導く進化型射精管理〜（1月3日、CASANOVA）
- 加藤ももかの「ご主人さまイチャラブご奉仕メイド」（1月24日、CASANOVA）
- 目の前でお尻丸見え腰振り騎乗位セックス 向井藍 加藤ももか（2月5日、ROOKIE）
- クラスの女子たちの前でボクにチ○ポを出させてバカにした顔だけは超可愛いクラスカースト上位の女子をその子のイケメン彼氏に憑依して好きな男の前ではドMな美女を絶対服従させてメチャクチャに犯してやった 加藤ももか 瀬乃ひなた 五月凛（3月5日、SODクリエイト）
- 陸上部J● 脅迫性交 教師の歪んだ愛情 この想いが受け入れられないならせめて…（3月6日、ブイワンVR）
- 究極絶景! 下から見上げるハメ潮ペニバン レズセックス 加藤ももか 晶エリー（3月16日、SODクリエイト）
- 超★絶景オナニーVR 股間ガン見!顔ガン見!アナルガン見!ノーモザイク!カウントダウン!! オナニー美女10名130分!!（5月12日、CRYSTAL VR）
- 『あなたが私の1番のファンであるべきでしょ!』恋愛禁止にファンサービス…毎日がガマンの連続な清純派アイドルのストレス発散は担当マネージャーの僕を貞操帯で射精管理して楽屋でエッチなお仕置きをすることでした。（6月5日、ワープエンタテインメント）
- ソドムの性 佐藤ののか 美甘りか 森本つぐみ 美保結衣 西田カリナ 香苗レノン 鈴木さとみ（7月8日、ROOKIE）
- 誘拐（7月8日、ROOKIE）
- 加藤ももかBEST -COMPLETE SPECIAL-（9月11日、KMPVR-bibi-）※単体ベスト
- 地雷系女子VR（9月16日、KMPVR）
- ランジェリーエロエロTバックVR（12月16日、ROOKIE）

- クスリ効果で全身敏感の涎ダラダラ!! 媚薬を飲ませ顔面愛撫でイカせ続ける（1月15日、KMPVR）

#### 佐藤ののか 名義
- 古着屋店員。試着室で痴漢したら尻軽すぎてエロ展開。（6月4日、CASANOVA）
- お兄ちゃんえっちしよ? ～朝目覚めたら妹が死ぬほど誘惑奉仕してくる～（7月16日、CASANOVA）
- 突然の雨、同僚OLの濡れたシャツが透けて欲望を抑えきれない（7月30日、CASANOVA）
- 天井特化アングルVR ～童貞を吸い殺す絶倫小悪魔の筆おろし天井特化～（9月14日、KMPVR）
- 4800秒全身舐めM性感 NO.1美人嬢ベロベロ寸止め地獄（9月30日、KMPVR-bibi-）
- どんなに男がイってもイってもやめない 顔舐め&唾たらし特化 生唾ごっくんヘルス（11月18日、KMPVR-bibi-）
- チ●ポを弄ぶ小悪魔Wメイドに心底抜かれまくる濃密性交 佐藤ののか あおいれな（12月2日、KMPVR）
- 貴方は必ず私を好きになる（12月10日、KMPVR）
- ようこそバンブリ (バンビッシュプリンセス) へ!! 人気AV女優が在籍するガールズバーで射精管理VR!! 佐藤ののか 渚みつき（12月17日、KMPVR）

- フェラ顔VR（1月21日、KMPVR）
- ちん搾り牧場VR ～体験学習に来た少女と作業員のお姉さんからチ○コミルクを搾り取られる牡牛の生活～ 佐藤ののか 朝日しずく（1月28日、ナチュラルハイ）
- なめるの天才VR 佐藤ののか（1月31日、ワンズファクトリー）
- 超ヤバ腰ふり騎乗位ギャルに逆ナン筆下ろし! 逆3Pサンドイッチ密室ヤリマンカーSEX!! 渚みつき 佐藤ののか（3月2日、SODクリエイト）
- 潮浴びVR 体液大好き! 唾飲ませ! 顔面潮吹き! ド迫力ダイレクト潮浴びスペシャル!!（3月16日、SODクリエイト）
- 口内からアナルの皺まで完全観察! 女体観察VR（3月28日、KMPVR）
- 顔距離25cm! 吐息が掛かる悪魔的距離!～全てが超至近距離で展開! 「君のイク顔、私に見せてよ♪」他の人にバレるかもしれない、ドキドキと見つめてくる視線でムラムラして、パンパンな僕のチ○ポが最高潮にイジられまくる!（3月28日、SODクリエイト）
- 今週の性欲処理当番はクラスでもツンデレで有名な同級生 佐藤ののか（3月29日、SPICY VR）
- 絶対に乳首をお留守にしないW美少女逆3P! J○に常に乳首を責めてもらえる唾飲み顔舐めSEXでキスしながら強制中出し 佐藤ののか るるちゃ。（4月11日、SODクリエイト）
- いっぱい舐めてあげる（4月16日、KMPVR）
- 褌顔騎VR（4月29日、KMPVR）
- 喘ぐなんて許されない。イジメ集団のボスに気に入られ、攻撃的なロデオ騎乗位で何度もパコられてしまったボク 佐藤ののか（4月30日、KMPVR-彩-）
- ローションたっぷり ヌルヌル乳首開発VR（5月8日、KMPVR）
- 漫画研究会の後輩にエロマンガのモデルになってもらい… キャラになりきって大胆誘惑してくる後輩と作画そっちのけコスエッチ! 佐藤ののか（5月30日、SODクリエイト）
- 俺専用! 口マ○コチャレンジVR 佐藤ののか（6月17日、KMPVR）
- 耳トランス ノンストップ囁き淫語とローションたっぷりエロ音プレイで脳もチンポもとろけちゃう最強トリップVR 佐藤ののか（6月22日、P-BOX VR）
- KMP20周年記念作品 鬼カワ女子校生5人全員がボクの花嫁!? 夢の一夫多妻ウェディングハーレム結婚STORY 栄川乃亜 佐藤ののか 松本いちか 皆月ひかる 森日向子（6月24日、KMPVR-彩-）
  - W乳首舐めが…ヤバすぎる…!! 図書室で教え子2人と声我慢エッチ!! 皆月ひかる 佐藤ののか（5月20日、KMPVR-彩-）※上記作品の一部を単体リリースしたもの。
  - 「みんな平等に愛してくれる?」 これぞ夢の［結婚式］! 最高の教え子たちとヤリまくる新婚ハーレムSEX!! 佐藤ののか 皆月ひかる 松本いちか 栄川乃亜 森日向子（5月31日、KMPVR-彩-）※同じく上記作品の一部を単体リリースしたもの。
- 天井特化 & 地面特化アングルVR ～前後左右に囲まれ、指舐め、足舐め、顔舐め、乳首舐め、尻穴舐め、背中舐め、全身をベロベロ舐め回してくれるドM舐めメイド 佐藤ののか 吉岡ひより（6月25日、KMPVR）
- 足裏顔騎 美女に踏まれたい人おいで（7月8日、KMPVR）
- 見た目は幼いけど身体は大人 女子校生のプリップリTバック尻に顔騎されちゃうVR（7月11日、KMPVR）
- 絡み合う濃厚接吻 ベロチュウVR（7月12日、KMPVR）
- 美少女小悪魔レイヤーと宅凸オフパコ!! ゴム無し挿入ナマ中出し逆NTR SEX!! 佐藤ののか（7月13日、Cosmo Planets VR）
- VRでも危険日直撃!! 子作りできるソープランドVR 佐藤ののか（7月21日、Mr.michiru）
- 『ほら… イっちゃえ♪』逆痴漢トリオの暇つぶしにされ、言われたタイミングで射精するしかデキなかったスクールカースト最下層のボク 佐藤ののか 皆月ひかる 蘭々（8月11日、KMPVR）
- 気高き女捜査官に大量媚薬注入HYPERキメセクVR 心の声が聞き取れる特殊能力で女捜査官が堕ちていく姿をリアル体験高画質!! 佐藤ののか（9月14日、ワンズファクトリー）
- 合コンでお持ち帰りした女の子が重度のヤンデレ ワンナイトのつもりが妊娠するまで中出しを迫られた僕… 佐藤ののか（11月14日、SODクリエイト）
- 美乳! 爆乳! 揉み倒し! オイルだくだくヌル透けテカテカパイ揉みイカセVR（11月16日、MONDELDE VR）
- ボクのセフレはみんなキス大好き! 1度のエッチ で唇がふやけるほどイ チャイチャキスをしまくる日替わり7人キス 総合計751回 SEX (美女、巨乳、ロリ、 お姉さん、若 妻 etc. )! キス好きには堪らない1週間ヌケる コスパ最強 VR（11月21日、SODクリエイト）
- 佐藤ののか 18作品収録コスパ最強200分BEST 永久保存版（11月23日、KMPVR）※単体ベスト
- 果たして噂は本当なのか? 勃起したアレを見せるとヤラせてくれると噂の色白巨乳の先輩にオレの愚息を見せてみたッ! 佐藤ののか（11月26日、CRYSTAL VR）
- 「お兄さんナカはダメ 赤ちゃん出来ちゃうぅ」【ゴム有専門店】のソープランドで激カワS級美巨乳泡姫に【こっそりゴムを外して無許可で大量中出し!】 危険日の早漏マ○コを生ち○ぽでガン突きして快楽絶頂イキ! 【淫手コキ・口内射精・中出し3発】… 佐藤ののか（12月1日、こあらVR）
- 【終電逃した先輩を家に泊めたらノーパンノーブラ!】 弟みたいに可愛がってくれる先輩が猥談 & ハミマン浮き乳首で無防備誘惑! 寝入った姿にムラムラ全開のボクは彼女がいるのに一晩中ハメ狂って欲求不満な憧れの先輩「ののか」を寝取った一夜だけの口内射精・中出し2発・顔射 浮気SEX 佐藤ののか（12月22日、こあらVR）

- 美女8人のケツ穴くぱぁ～を近距離ガン見VR（1月18日、P-BOX VR）
- 【俺専用パイズリ & オシャブリーナVR】15人完全撮りおろし（1月27日、こあらVR）
- ASMR × ノーハンドフェラ（3月27日、KMPVR）
- オナニー中に聞こえる卑猥な声と音（4月11日、KMPVR）
- 舌をだらしなく出しながら目の前で感じる女（4月14日、AQUA）
- 特製ホットオイルと甘とろ淫語で身体の全部をデトックスするリゾート楽園エステ 佐藤ののか（5月21日、KMPVR）
- 舐め陽キャ vs 乳首責め陰キャ! 彼女の座を奪い合うハーレム幼馴染VR 倉本すみれ 佐藤ののか（5月24日、kawaii*）
- いろいろなデニール数の黒タイツに挟まれたい… 踏まれたい… 絞められたい… 黒タイツ女子○校生脚ロック逆3P 佐藤ののか 皆月ひかる（6月15日、DEEP'S）
- 小悪魔過ぎる教え子から 超絶ねちっこ～～い乳首責めで連続イカされM男教育されるボク 佐藤ののか（6月24日、KMPVR）
- 時間停止ワールド ～女子校大パニック～ 女子校生は犯されていることを知らない… サイレント支配。弥生みづき 百瀬あすか 佐野なつ 佐藤ののか 菊池まや 綾瀬ひまり 唯奈みつき 如月夏希 星川りく 美澄玲衣（9月7日、SODクリエイト）
- 天使と悪魔の脳内淫語ハーレム! 小悪魔ののかが天使ここみを痴女って洗脳した結果、幼馴染まやちゃんと交際する前に性交渉しちゃったボク 佐藤ののか 菊池まや 星仲ここみ（9月8日、AQUA）
- 黒タイツ×着衣美少女 いろいろなデニール数の黒タイツを履いた美少女の足裏が見たい… 踏まれたい… 匂いを嗅ぎたい… ナイロン極サンクチュアリ（10月12日、DEEP'S）
- 腰のうねりがハンパない!! 近所の人妻が男を食い散らかしているという噂が… そして僕の所にも順番が回ってきた 佐藤ののか（10月14日、KMPVR）
- 深夜、ジムのシャワールームに忍び込んできた年上の筋トレ痴女お姉さんと、密着状態で全身洗いっこ・舐めあいっこしながらイチャイチャ中出しSEX 佐藤ののか（11月16日、SODクリエイト）
- 「私おチ●ポ舐めることだけ考えてます…」ボクのチ●ポでフェラチオ実験 清楚淫キャ姉のおしゃぶり研究録 佐藤ののか（11月23日、KMPVR）
- 杭打ちが止まらない圧巻の騎乗位 優しさと激しさとかわいさに脳バグ必至 とある日の午後… ボクは姉の友人にキスで心を奪われた 佐藤ののか（11月25日、CRYSTAL VR）
- 憧れの美人叔母が激せまワンルームで無防備無自覚誘惑。 理性崩壊した僕は勉強忘れて中出しSEXしまくった試験前夜 佐藤ののか（11月29日、P-BOX VR）
- サウナー痴女軍団の標的にされて超ラッキースケベ!! 汗ダク美女5人にチ○ポを責められてザーメン空っぽ大乱交 乙アリス 佐藤ののか 横宮七海 有岡みう 本真ゆり（11月29日、P-BOX VR）

- 幼馴染のツンデレJKがボクにだけ見せてくれる豹変デレエロH 佐藤ののか（1月24日、P-BOX VR）
- スクールカースト上位の女子から性欲処理にコキ使われている最下位のボク 佐藤ののか 横宮七海（2月7日、P-BOX VR）
- 【☆☆☆☆☆】淒テクでイカせまくってくれるネ申痴女! 【☆‥‥】もう無理って言ってるのにシゴくの全然やめてくれない…レビューが真っ二つに分かれるデリ嬢指名したら手で膣でじゅぼじゅぼ射精後のビンカン亀頭イジめ抜かれ男潮吹きさせられまくった 佐藤ののか（3月31日、アリスJAPAN）
- 「あなたの早漏はどこから?」ののか式メソッドで完全克服! 早漏改善VR 佐藤ののか（4月19日、AQUA）
- 顔面の距離感 25 センチ! 超至近距離でガン見オナ指示（5月10日、AQUA）
- おチ●ポに絡みつく舌使いをノーモザイクでじっくり味合うディルドフェラVR（5月29日、P-BOX VR）
- 小悪魔レイヤーの誘惑ハメ個撮! ゴム無しコスぱこ! 佐藤ののか 【8K】（6月5日、Cosmo Planets VR）
- ※M男専用 黒パンスト痴女のアルティメット射精管理 佐藤ののか（6月7日、AQUA）
- 完全拘束 3SITUATION 01 極フェラの間 02 アナル尻の間 03 膣種絞りの間 佐藤ののか（6月22日、KMPVR-彩-）
- HQ 劇的超高画質 彼氏とHが大大大好き! 経験豊富な彼女に朝から晩まで凄テクで骨抜きにされるラブイチャ同棲SEX 佐藤ののか（7月5日、ブイワンVR）
- いじめっ子J〇に復讐した5日間! あなたを睨みつけながら金の為に服従ご奉仕! 佐藤ののか（7月10日、P-BOX VR）
- 清楚なお嬢様は【おほ声イグイグど痴女娘】チンカス汚チンポに媚び媚びご奉仕してくれたお話 佐藤ののか（7月11日、VRパラダイス）
- 8K オマ●コ ハイレグ食い込みオナニー観察VR（8月7日、P-BOX VR）
- 亀頭にも竿にもレロレロ蛇舌が這い回りハメてる間も乳首舐め耳舐めベロキスで全身リップされ続ける舐めじゃくりデトックスメンズエステ 佐藤ののか（11月30日、アリスJAPAN）

- 誰もがトリコになるキュンかわJKサキュバス 舌を自由自在に動かす［舐めテク］でガッチリ搾精するザーメンごっくん学園性活 佐藤ののか（1月11日、KMPVR-彩-）
- 何も悪い事をしていないボクを放課後呼び出した校内イチのマドンナ教師は精子を顔に浴びたがるザーメン狂 佐藤ののか（1月25日、KMPVR-彩-）
- 俺達ホームレスを蔑むクソ生意気なメスガキに汚物のませてホームレス兼肉便器として×し続けてやる。 佐藤ののか（2月20日、SODクリエイト）
- 可愛い教え子のリコーダーにはクスリが塗られていて、玩具扱いで無限に追撃男潮を吹かされる逆キメセク教育 佐藤ののか（3月24日、SODクリエイト）
- 治験バイトに来た可愛い女の子に試剤ではなく利尿剤を投与し続け、検査と称してドクハラ失禁させまくる。 佐藤ののか（4月10日、SODクリエイト）
- 見つめられながら 顔面舐め回し! 巨乳密着! 圧迫顔騎! 美女8人の極上ご奉仕施術!! 癒やしの濃厚フェイシャルエステ（4月16日、P-BOX VR）
- 放課後の保健室。先生に大きなおち●ちんを見せつけてどうにかしたい! 佐藤ののか（6月20日、AQUA）

### アダルト配信
- 【①出演：元S●D社員/加藤ももかさん/22歳/B85/W54/H86】【②撮影場所：都内某ホテル】【③服装：ノースリーブワンピ&黒タイツ(私服)/スク水】【④収録内容：フェチ※1/スク水フェラ/イラマチオ(嗚咽/大量唾液)/わきコキ/ハメ撮り】【※1フェチ：顔/口/唇/歯/足/ふくらはぎ/太もも/足裏/足指/ブーツ臭い嗅ぎ/腹が鳴る/食事中口内/ゲップ/スク水/濡れスク水/尿意/おしっこ/唾液/クリーム指舐め/涙/ごっくん】 女性の全てがオナニーのネタである 003（1月10日、変態サムライ）
- まさに【管鮑の交わり】小動物系モテ女子大生モモカちゃんがぐちゅぐちゅベロベロに絡み合い快感に乱れイク泥酔濃厚SEX!! <女子大生をガチ口説き NO.019>（1月21日、プレステージプレミアム）
- ラグジュTV 1060 加藤ももか 26歳 AVメーカー広報（2月4日、ラグジュTV）
- ももか（11月29日、J●調査隊 teamK）

- 【配信専用】完全主観!! まじシコ美女のえちえちコスプレ手コキ!!（1月9日、DOC）
- ももち（2月14日、しろうとまんまん）
- SOD酒場ドキュメント ほろ酔いキカタン送迎ナンパ 加藤ももかの場合（2月25日、SODクリエイト）
- 柔ぷに美乳に柔モチ美尻! 几帳面の極み乙女、A型女子ももかさん登場。セックス中にシャツをたたんじゃう几帳面ぷり! バブみを感じざるを得ない抱擁感! 美肌美尻がエロすぎノックアウト! 喘ぎ声も品のあるお嬢様系ドスケベ美女のおっぱいへ大量射精ww ももか 23歳 OL（3月21日、SUKEKIYO）
- TSFなりすましガール 2 加藤ももか 羽生アリサ 若槻さくら（6月25日、ROCKET）
- 【配信専用】エチエチすぎる舌技レロレロベロチュー手コキで射精待った無し! 4（6月25日、DOC）
- 【19歳 愛知県】ちひろ（7月23日、しろうとパックンチョ!!）

- ウルトラ美顔! ハイパー美ボディ!!! 超ド級のキャバ嬢をゲット!!! AV出演にノリノリ（金目当て）のヒモ彼氏を飼ってるかわいそ～なあおいちゃん。寝取らせたつもりで調子こく彼氏の思惑とは裏腹に、実は彼氏を改心させるためのAV出演だった…! 誰ともしたことのない中出しをされる彼女を見た彼氏の沈んだ顔は必見! 鬱ボッキ大名作! あおいさん (22) キャバ嬢（6月30日、NTR.net）

- 甘とろファザコンJKと中年男の接吻とSEX 佐藤ののか（5月3日、ワープエンタテインメント）
- 必然の再会 保志健斗 佐藤ののか（6月8日、SILK LABO）※女性向け作品
- 共用の場でシテはいけません (笑) 橘聖人 佐藤ののか（6月8日、SILK LABO）※女性向け作品
- 【ギャップに酔いしれろ!! レベチなド変態GAL】文句無しに可愛いエロかわギャル・みおちゃん登場♪エロ体験談がぶっ飛び過ぎ! そのエロ経験値は測定不能…!! 軽く3ケタ超えの経験人数を誇る極上フェラは昇天必至♪ とにかくカワイイ! みおちゃんが淫語連発でイキまくりSEX4本番!! 小柄なのにおっぱいもお尻もGood! E乳揺らしまくって連続昇天! →もちのロンで特濃なま中出し♪ めっかわ激エロ保証のレベチなギャルを見逃すな!! 【ギャルしべ長者 75人目 みおちゃん】（6月11日、Jackson）
- 絶対領域が眩しい金髪ドGALの巧みな舌技、乳首攻め、足コキetc... 数々のエロテク&咥えたら離さないちんシャブ×喉奥イラマチオに暴発寸前! 精液搾取高速騎乗位に同時イキ中出しFinish! 『奥までズボズボして…!』お望み通り膣奥激ピストンに絶頂! ベロ出し射精待機→舌上発射に味わいごっくん♪全身ぶっかけ3連発!! 【エロフラグ、ギン立ちしました! #026】（6月17日、素人CLOVER）
- 【配信専用】ヌキ無し店なのに…超過剰サービスで疲労も精子もぶっ飛ぶ!! リピート確定! 搾精メンズエステ ＃9（6月23日、DOC）
- ののか (22)：宅飲み→泥酔からのイチャラブSEX。正統派美女と自宅でハメ撮り。（7月2日、PinkyRush）
- N先生（7月18日、恋愛カノジョ）
- MOMOKA（9月9日、鉄人2号さん）
- ののか嬢（9月28日、俺の素人）
- ののか 2（10月29日、俺の素人）
- 加藤さん（11月14日、アヘ顔ちゃん）
- ののかさん（12月16日、ワンチャンすこすこ.com）
- のの（12月24日、ゲリラ）

- ノノカ（2月7日、俺の素人）
- ももののちゃん（2月18日、亜愛安威コスプレ撮影会）
- のの (pcotta529)（2月21日、パコッター）
- のの 2 (pcotta554)（2月21日、パコッター）
- もものの（2月23日、亜愛安威コスプレ撮影会）
- もものの 2（2月25日、亜愛安威コスプレ撮影会）
- ほのか（3月11日、ビニ本本舗）
- Nさん（4月2日、ゲリラ）
- ほのか 2（4月8日、ビニ本本舗）
- 朝倉（4月27日、素人盗撮倶楽部）
- ほのか 3（5月13日、ビニ本本舗）
- ほのか 4（6月10日、ビニ本本舗）
- ほのか 5（7月8日、ビニ本本舗）
- ほのか 6（8月12日、ビニ本本舗）
- ののか (erofc198)（8月28日、恋愛カノジョ）
- しおり & ののか（9月15日、素人ムクムク-塩-）
- ののか（9月15日、ピクチン）
- ののかさん (oreh028)（9月29日、俺の素人-Z-）
- 野々花 (kknn010)（9月30日、教科書にない!）
- NNK01 (rura077)（10月8日、路地裏ぱんぱん）
- ののかちゃん（10月29日、素人ムクムク-痴-）
- 雷012（11月20日、雷）
- みこ（11月24日、ギャルすたグラム）
- （仮）暗黒089さん（12月29日、暗黒）
- 桃香（12月29日、ぎがdeれいん）

- ののか（1月5日、東狂ハメンジャーズ）
- のりかちゃん（2月2日、E★ナンパDX）
- ののかさん (gerk584)（4月15日、ゲリラ）
- ののちゃん (pcotta593)（6月8日、パコッター）
- ののちゃん 2 (pcotta609)（6月24日、パコッター）
- ののかちゃん（8月9日、躾の時間）
- ののかちゃん 2（8月9日、躾の時間）
- のの (dw275)（9月15日、Dutch Wife ～清楚系妻との肉欲性交録～）
- 【メンエス隠し撮り】キュートだけどどこか妖艶さを感じるセラピスト… 常習者としか思えないドスケベな腰付きに根こそぎ搾り取られる! #担当:ののか（9月19日、ドキュメントdeハメハメ）
- もも (prgo190)（9月27日、ペロン・ゲリオン）
- ののか (refuck094)（10月18日、Re:Fuck）
- MOMOKA (ttjm141)（10月18日、鉄人2号さん）
- ほのか 7 (bini467)（12月14日、ビニ本本舗）

- ほのか 8 (bini475)（2月8日、ビニ本本舗）
- N & H (smjh045)（3月21日、素人ムクムク-ハーレム-）
- ののちゃん (smjx040)（5月14日、素人ムクムク-X-）
- ののかさん (smjs117)（5月21日、素人ムクムク-職-）
- 【我慢×解放×覚醒】潔癖症彼氏が何もしてくれないから内緒で浮気SEX！ベロキスに始まり涎を垂らしながらのアナル舐め、ねっとりフェラで濃厚に貪り尽くす! 我慢していた欲求を全て解放するような豪快放尿プレイ！「私の下品なSEXで気持ち良くなって欲しい…」美女完全覚醒でイキ狂う連続中出し性交! 【痴女のメス堕ち】【ののか】（6月1日、街角シロウトナンパ）

### イメージDVD / BD
◎はBD版発売作品。
加藤ももか 名義
- Aphrodite 加藤ももか（2018年9月1日、ファインピクチャーズ）◎
- Momoka ももいろカレイドスコープ（2020年6月4日、REbecca）◎

佐藤ののか 名義
- AV女優 佐藤ののか（2021年9月26日、スパークビジョン）◎
- ガチ恋のんのん（2022年4月23日、Superlative）◎

皆見悠佳 名義
- 清楚なくせに生イキだ 皆見悠佳（2023年6月28日、スパイスビジュアル）

### 写真集
- うれしいきもち 佐藤ののか写真集（2022年4月25日、ジーウォーク、撮影：太田清隆）ISBN 978-4-86717-412-8

### デジタル写真集
加藤ももか 名義
- LOVEPOPデラックス 加藤ももか 001（9月11日、PAD）
- LOVEPOPデラックス 加藤ももか 002（10月09日、PAD）
- LOVEPOPデラックス 加藤ももか 003（10月23日、PAD）

- デジグラ・デラックス 加藤ももか 001（10月25日、PAD）
- デジグラ・デラックス 加藤ももか 002（11月8日、PAD）
- デジグラ・デラックス 加藤ももか 003（11月17日、PAD）
- デジグラ・デラックス 加藤ももか 004（12月13日、PAD）

- LOVEPOPデラックス 加藤ももか 初美りん 001（1月25日、PAD）
- LOVEPOPデラックス 加藤ももか 初美りん 002（2月11日、PAD）

佐藤ののか 名義
- AV女優 佐藤ののか（8月21日、スパークビジョン、撮影：タイガー）

- NONOKA（2月4日、プレステージ出版、撮影：松田忠雄）
- ほほえみの天使（2月4日、プレステージ出版、撮影：松田忠雄）※特典映像付き
- れいむ 佐藤ののか vol.01～vol.07（5月27日、ジーウォーク、撮影：太田清隆）

- Coronation X-rated Nonoka Sato（7月8日、QH映像）

- LOVEPOP デラックス 佐藤ののか 001（5月17日、ラビリンス）
- LOVEPOP デラックス 佐藤ののか 002（7月19日、ラビリンス）
- LOVEPOP デラックス 佐藤ののか 003（8月16日、ピンク倶楽部）
- LOVEPOP デラックス 佐藤ののか 004（9月27日、ピンク倶楽部）

## 製品

### トレーディングカード
加藤ももか 名義
- ジューシーハニーコレクションカード LUXURY EDITION 2021（2021年2月27日、株式会社ミント）

### アダルトグッズ
オナホール
- FOXY HOLE Plus -フォクシー ホール プラス- 加藤ももか（2020年2月29日、ケイ・エム・プロデュース）
- オ・ン・ナ♀ざかり、ヤリ放題。加藤ももか（2020年3月18日、JAPAN-TOYZ）
- KMPホール 佐藤ののか（2023年12月10日、YUIRA）

## 出演

### Vシネマ
- 神家族 GOD FAMILY（2019年11月25日、オールイン エンタテインメント） - 杉山奈々子 役
- 神家族 GOD FAMILY 2（2020年1月25日、オールイン エンタテインメント） - 杉山奈々子 役

### オリジナルビデオ
- JKファイター SAORI（2024年1月12日、ZENピクチャーズ）- 小鳥遊沙織 役[29]

### テレビ
- わざわざ言うテレビ（2016年10月4日、テレビ大阪）
- 田村淳の地上波ではダメ!絶対! #33（2017年8月3日、BSスカパー!）
- 魚拓と成瀬のツキとスッポンぽん #205・#206（2018年8月5日・12日、パチ・スロ サイトセブンTV）
- 阿部乃ちゃんねる #49・#50（2018年10月1日・11月2日、エンタ!959）[30]

### ウェブ
- DTテレビ #9（2017年12月9日、AbemaTV）
- 祝カジチャンネル MCカジ（2020年6月24日、ニコニコ生放送）
- 私とデートしませんか? #2（2020年10月2日、らぽふぁん JAV/YouTube[31]）‐ 加藤ももか 役
- 救星戦隊ワクセイバー（2021年7月2日 ‐ 7月30日、ギガ特撮チャンネル/YouTube）‐ 仁科おとは / ピンクアース 役
- 救星戦隊ワクセイバー SEASON2（2022年10月29日 ‐ 11月19日、ギガ特撮チャンネル/YouTube）‐ 仁科おとは / ピンクアース 役

### ラジオ
- とにかく明るい安村のとにかく丸裸!（2018年6月23日・7月7日、文化放送）

### イベント
- Japan Adult Expo 2017（2017年11月17日、ディファ有明[32]）- SODの企画『スカートめくって野球拳バトル! アウト!? セーフ!? 脱ぐのはだれだ!』に出演[33]。
- 加藤ももか SOD凱旋トークショー（2019年9月7日、SOD本社イベント会場）[34]
- ケイ・エム・プロデュース設立20周年記念イベント「真心こめて… ふれあいの大感謝デー」（2023年3月10日、東京・代々木LODGE）[35][36]

### ライブ
- LADY MADONNA 拡大版 〜Please Please SEXY IDOL! Like We Please You!〜（2018年10月23日、CLUB CITTA'）[37]
- ミルジェネ美女と野獣LIVE特別版「美女と野獣と美女」（2019年6月26日、六本木BIRDLAND）
- LADY MADONNA -拡大版- We Can Work It Out ～恋を抱きしめよう～（2019年10月24日、CLUB CITTA'）[38]
- LADY MADONNA vol.11（2020年8月5日、青山RiZM）[39][40]
- LADY MADONNA -拡大版- I saw her standing there ～その時ハートは盗まれた～（2021年11月27日、CLUB CITTA'）[41]

### 舞台
- カジ×えのもとぐりむ「くつ屋さんのおはなし」（2020年2月5日 - 9日、テアトルBONBON） - 「一条薫」役[42]

### ゲーム
- 龍が如く7 光と闇の行方（2020年1月16日、セガゲームス） - 乙姫ランド・ソープ嬢「加藤ももか」役 ※写真のみの出演

### 雑誌・新聞
- 週刊プレイボーイ 2017年6月5日号（集英社） - グラビア「飛びっこみ営業はじめました。」
- ソフト・オン・デマンドDVD Vol.75 2017年9月号（SOD publishing） - グラビア
- 東京スポーツ 2018年5月31日 - インタビュー
- ベストDVDスーパーライブ 2018年7月号（メディアソフト） - インタビュー
- 週刊大衆 2018年6月4日号（双葉社） - グラビア「決意の大転身」
- 月刊DMM 2018年8月号（ジーオーティー） - インタビュー
- EX MAX! 2018年9月号（ぶんか社） - グラビア「#みっかい」
- 週刊プレイボーイ 2020年6月1日号（集英社） - インタビュー 「自粛が明けたら会いに行きたい」神対応AV女優選手権!! [43]
- 週刊大衆 2020年6月15日号（双葉社） - グラビア
- 週刊プレイボーイ 2021年3月29日号（集英社） - 「2021年「エロデミー賞」発表!!」[44]
- 実話BUNKAタブー  2023年9月号（コアマガジン） - グラビア（皆見悠佳 名義）